# 騎士竜戦隊リュウソウジャー
『騎士竜戦隊リュウソウジャー』（きしりゅうせんたいリュウソウジャー）は、2019年3月17日から2020年3月1日まで、テレビ朝日系列で毎週日曜9時30分 - 10時（JST）に全48話が放送された、東映制作の特撮テレビドラマのタイトル、および作中で主人公たちが変身するヒーローの名称。
キャッチコピーは「正義に仕える5本の剣」。

## あらすじ
太古の昔、古代人類リュウソウ族は、武装した恐竜騎士竜を仲間とし、地球征服を目論む邪悪な戦闘民族ドルイドンと戦いを繰り広げていた。しかし、巨大隕石が地球に落下した6500万年前、ドルイドンは地球を捨てて宇宙へ逃亡。リュウソウ族は騎士竜たちを世界各地の神殿に封印し、伝説の剣リュウソウケンを受け継ぎ地球を守る正義の騎士竜装者＝リュウソウジャーを選出、神殿の守護に当たらせていた。
時は流れ現代。リュウソウ族の末裔であるコウ、メルト、アスナは、それぞれマスターレッド、マスターブルー、マスターピンクからリュウソウジャーを継承した。その矢先、ドルイドンが地球へ再び襲来。マスターと共に応戦するリュウソウジャーたちであったが、ドルイドンの幹部タンクジョウが神殿に侵入したことで変身が解除される。さらに戦いの中で、マスターたちがコウたちを庇って戦死してしまう。しかし、マスターレッドのリュウソウルを得たコウは再変身し、タンクジョウを退散させ、さらに神殿に眠っていた騎士竜を呼び覚ます。騎士竜の声にコウが応じると、巨大なナイトロボキシリュウオースリーナイツが出現し、マイナソーを撃破した。
コウ、メルト、アスナは騎士竜と共に新たなリュウソウジャーとしてドルイドンから地球の平和を守る役目を請け負い、以前村を出て行ったというリュウソウ族の戦士、トワとバンバを捜しに村を出ることになる。

## 登場人物

### 騎士竜戦隊リュウソウジャー
いずれもリュウソウ族の末裔。
第1話でコウ、メルト、アスナの3人の幼馴染が各々のマスターからリュウソウジャーに任命され、ドルイドン族との新たな戦いが始まったことで村を旅立ち、物語開始時点で既に村を出て戦っていたトワ、バンバの2人の兄弟が加わり5人となる。中盤からは海のリュウソウ族であるカナロが加わり6人となる。
名乗りの口上は「正義に仕える5本の剣（）！」、リュウソウゴールドを含めた6人の場合は「正義に仕える気高き魂！」。
- メインライターの山岡潤平は、名前の由来として「子供たちが呼びやすい音」を意識してつけたという[2]。
- 衣装は、伝統的な騎士の方向性か現代社会に馴染むものの2案があったが、その案を1つに合わせ、コウの衣装のように異なる素材であしらった西洋の甲冑のパーツを肩の部分に入れている[3]。

コウ
好奇心旺盛で活発な性格の青年。年齢は209歳。
正義感と何事にも臆さない純真さで仲間を引っ張り、時に直感に従って自分の怪我を省みず大胆な行動をとることがあるが、人々に正体を知られてはいけないのにもかかわらず、迂闊にばらしかねない行動をすることもある。物語当初はマイナソーを見たことがなく、騎士竜も伝説の存在だと思っていた。メルトの知性やアスナの怪力を高く評価し信頼しているが、怪力を気にしているアスナからは時折制裁される。
リュウソウルの意思や声を聞くことができ、リュウソウルの発掘作業では一番多く探し出していたという。また、自分を巡って争うことを嫌い、平和になることを願うカナエソウルの声を感じ取り、再び眠りにつかせることにした。
子供のころは強さに執着して周りをライバルと敵視しており、怒りに我を忘れて相手を完膚なきまでに叩きのめそうとするなど優しさを持たない気性が激しい性格だった。しかし、アスナが村に移住したことやメルトがアスナに親切に接していたところを見て、優しい気持ちを身に着けていった。だが、危険な一面が完全に消えたわけではなく、怒りに任せた攻撃や第26話ではドドメキマイナソーのビームによって優しさを奪われ、仲間を傷つけるなどの内に秘めた凶暴性を爆発させる行動が見られた。
最終決戦では、騎士竜のエネルギーを込めたリュウソウカリバーをエラスに突き刺すも失敗。さらには生命エネルギーを吸収されてしまうが、仲間たちによって意識を取り戻した。最終決戦後は長老やアスナと会った後、ナダが眠る場所に向かった。
- 名前の由来は、向（）からで、たとえ悲しいことがあっても、未来へ向かう力、勇気、希望を持つ人物という意味が込められている。
- メインライターの山岡は、コウのキャラクター性を自身が子供のころに親しんだ戦隊レッドのイメージとしている。一方、当初は熱血漢のイメージであったが、演じる一ノ瀬の人物像に合わせ熱いだけでなく可愛げもあるキャラクターへと変更していった。一ノ瀬は、コウについて小学生ぐらいの精神と解釈しており、リーダーとして大人っぽさを出すこともありつつも、基本的には子供っぽさを意識して演じたことを語っている。

リュウソウレッド
コウが変身する勇猛の騎士。
勇気に秀でており、主にツヨソウルを竜装することが多い。騎士としての資質は優れており、先陣を切って戦い、勝機をつかみ取る。
変身後のモチーフはティラノサウルス。戦闘開始時の口上は「俺たちの騎士道、見せてやる！」。
- レッドのみ、ティラノサウルスの特徴である鶏冠がスーツの頭部についている。
- スーツアクターを務めた伊藤茂騎は、天賦の才能の持ち主という設定から自己流の剣術を基本のアクションとし、野性味のある雑な動きでも成立する強さを表現している。

マックスリュウソウレッド
リュウソウレッドがマックスリュウソウチェンジャーにマックスリュウソウルを装填して真紅のマックスメイルとマックスヘルムを装着してマックスチェンジした最強の騎士。リュウソウレッドやガイソーグに比べて飛躍的に攻撃や防御に関する特性が上がっており、マックスリュウソウチェンジャーの3本のクロー（爪）から発生させた強力な真空刃での攻撃や格闘戦に特化している。必殺技はマックスリュウソウチェンジャー右側面のボタンを押して、体全体を高速回転させながらガイソーグのイメージとともに相手に突撃して貫くエバーラスティングクローと、ボタンをリュウソウケンの柄の底部で押して両武器を共鳴させ、ディーノスラッシュと共に放つエバーラスティングディーノスラッシュ。試練の断崖でのマスターレッドとの修行でエバーラスティングクローには発動直後、マックスリュウソウチェンジャーのパワーが低下することが判明した。
ガチレウスとワイズルーとの戦いでは、ティラミーゴの背に乗って回転しながら赤い衝撃波で突撃した。
- 全身鎧の強化にすることで、ガイソーグに近い方向性のものとなっている。

ノブレスリュウソウレッド
リュウソウレッドがリュウソウカリバーを装備したことで昇華した高貴なる騎士。必殺技はレッドリュウソウルを装填して放つエクストリームディーノスラッシュと、強リュウソウルを装填して放つアルティメットディーノスラッシュ。
- 騎士との差別化で、鎧を着用せずにマントを羽織っている。

メルト
コウとアスナの幼馴染の青年。年齢は209歳。遺伝子の突然変異による水色の髪が特徴で、不吉を呼ぶとリュウソウ族では言われているが、迷信に過ぎない。
内省的で沈着冷静な慎重派で、冷静に状況を見極めて敵の弱点を見抜いて作戦を立てる知力に長けた努力家で、仲間からの信頼も厚い。幼少期から仲間を気遣う優しさを持つが、プレッシャーに弱い。興味のあることに対しては積極的になるが、未知なことに対しては臆病になる。尚久のラボを訪れた際には興奮し夢中になっていた。
最もメンバーの中で常識人で、仲間をいさめる立場になることが多いが、仲間との特訓などではアドバイスで言ったつもりで言ったことが、相手の反感を買ってしまうことがある。
海のリュウソウ族でカナロの妹のオトから好意を向けられており、戦いのない日は会っていることが彼の口から語られている。
最終決戦後はオトと共に尚久の助手として、未発見の騎士竜の発掘作業に携わり、ティラミーゴたちを復活させようとしている。
- プロデューサーの丸山は、変身前を一目見ただけでリュウソウジャーと分かる個性を持たせるために髪の色を青くしたという。メルトを演じる綱は、「一番肌が白かったから青い髪色となった」と言われたといい、メルトだけ空のリュウソウ族であると想定して演じていたが、特に関係はなかったという。
- メインライターの山岡は、当初メルトを知的な統率役と想定していたが、演じる綱にネガティブ思考な一面があることを知り、メルトも慎重すぎるキャラクターに改めた。綱は頭はいいが、まだまだ子供っぽい部分が残っている中学生くらいの少年をイメージして演じている。綱は、番組初期でメルトに対するイメージの一つとして「ビビり」を挙げたところ、スーツアクターの高田将司からそれではヒーローとして弱く見えてしまうから「慎重」の方がいいと言われ、それを意識して演じたことを語っている。

リュウソウブルー
メルトが変身する叡智の騎士。
知性に秀でており、主にノビソウルを竜装することが多い。状況を分析して的確な作戦やアドバイスを考えて仲間に与え、冷静さを保ったまま突破口を見出す。
変身後のモチーフはトリケラトプス。
- スーツアクターを務めた高田は、「騎士」のイメージからの連想で目線や歩き方など宝塚を参考にしている。また、アクション面では当初は知性派というイメージからスタイリッシュなスタイルと想定していたが、よりスタイリッシュなリュウソウブラックとの差別化のためナチュラルな演技を意識している。

ノブレスリュウソウブルー
リュウソウブルーがリュウソウカリバーを装備したことで昇華した高貴なる騎士。

アスナ
コウとメルトの幼馴染の少女で紅一点。リュウソウ族で最も高貴な家柄の生まれ。
軽々とコウを抱える怪力の持ち主であり、自身にとってコンプレックスにもなっている。かなりの音痴であり、メルトによると村の祭りでは太鼓係だったという。天真爛漫で結果オーライな性格でもあり、ピンチに陥っても意図せずに偶然が味方してピンチを挽回することもある。大食漢で、お菓子全般と綿飴、お肉が好物。
後にマスターピンクは「（自身の）弟子の中では一番ダメな子だった」とするもその心は評価している。
実はコウ、メルトのいた村に最初から住んでいたわけではなく、途中から引っ越してきたことが判明。さらにコウは前述のように彼女との出会いによって優しさを得た。
最終決戦後はリュウソウ族の子供たちのために学校を開き、この場所は仲間がいつでも戻れる場所にもしたいとコウに話している。
- リュウソウジャーに選ばれた理由が「折れない心を大切にしている」というのが第22話でマスターピンクから語られているが、第1話でもマスターたちの死に「終わりだ」というメルトに対して、「ダメだよ、戦わなくちゃ」と諦めなかったり、第47話でも他のみんなを鼓舞する場面に繋がっている。
- 名前の由来は、母なる大地を意味するearth（）と「また明日な」からで、「また明日な」と笑顔で別れ、また平和な明日を迎えるはずだった少女が、その当たり前の明日を奪われてしまう1話の展開から付けられた。
- メインライターの山岡は、当初アスナをクールな姉御キャラと想定していたが、キャスティングされた尾碕のイメージに合わせ明るく柔らかいイメージのキャラクターに改めた。高貴な家柄の生まれという設定は、その初期案の名残である。大人のドラマであると、アスナの年齢くらいでは心の闇を抱えた問題児という設定で、地球の運命を真剣に託されたという感じで演じると暗く見えることから、尾碕が元々持つ明るい部分が出るように意識しており、普段のシーンではいつも笑ってお菓子を食べているということとなった。
- 素面のアクションでは、尾碕の脚の長さを活かして、膝ターンやハイキックなどの足技を取り入れている。

リュウソウピンク
アスナが変身する剛健の騎士。
パワーに秀でており、主にオモソウルを竜装して自身の怪力を活かした戦法をとる一方で、小柄な体を活かした足元を狙う剣法を多用する。
変身後のモチーフはアンキロサウルス。
- 序盤ではパワーキャラではあるがその力を出すのは恥ずかしいというあまりキャピキャピしていないキャラだったが、紅一点のため徐々にかわいい方向にシフトしていった。だが、尾碕が可愛い演技が苦手だが、力技やリアクションの芝居を上手としていたことから、下園はわかりやすくかわいい表現をしていったが、それを出し過ぎると尾碕が演じるアスナに寄らなくなるため、常に尾碕が演じるブリッ子に見えない可愛らしさに寄せていくことを意識していったという。

トワ
バンバの弟。日々の鍛錬に裏付けられた強い自信家で負けず嫌い。コウたちとは別の村で生まれ、物語開始時点では既に村から旅立っている。
戦闘センスはコウに勝るとも劣らない天賦の才を持ち、5人の中で最もスピードに長けている。クールで毒舌で、出会った当初はコウたち3人を弱すぎると見下していたが、根は優しく、彼らとの関わりを経て人間的に成長していく。
戦闘でスピードに頼りすぎてしまう戦い方をしてしまうことをメルトやガイソーグに指摘されたり、弱音を吐いてしまうことをセトーに指摘されたりとまだまだ未熟な面があったが、ドルイドンとの戦いや試練の断崖を経て成長した。
最終決戦後は広い世界を見ることを望みバンバと別れ、旅に出たがういが一時帰国した際は龍井家に戻ってきている。
- 名前の由来は「永遠（とわ）」と「toi」（フランス語の「あなた」）から。
- メインライターの山岡は、当初トワを兄が大好きな弟キャラと想定していたが、演じる小原がしっかりしてクールな印象もあったことから、トワを基本的には素直だが生意気な部分もあるキャラクターに改めた。小原は尾碕同様にキャリアがあり、アスナ同様に問題児役を多く演じていたため、一歩引くキャラではあるが、バンバと一緒にいる際には生意気な弟ということとなった。
- 小原はトワのやんちゃさを表現するため、あえて脇を締めずに手をだらけさせている。

リュウソウグリーン
トワが変身する疾風の騎士。
スピードに秀でており、主にハヤソウルを竜装し、優れた体術と剣術を駆使してトリッキーな動きで相手を翻弄してスピーディーに戦う。
変身後のモチーフはタイガーサウルス。
- スーツアクターを務めた蔦宗正人は、疾風の騎士という設定からスピード感や軽やかさを基本とし、騎士らしさにはこだわらずトリッキーな動きを取り入れている。また、グリーンのみ逆手で剣を持っている。剣を逆手に構えるスタイルは『獣電戦隊キョウリュウジャー』のキョウリュウグリーンと被っているが、蔦宗は同期の浅井宏輔が演じていた同キャラクターとあえて同じにすることで自分らしさを表現することを意図していた。一方で、名乗りが複雑化したり、5人での名乗りで一人だけ剣を持ち替えなければならなくなったなどの苦労があったことも語っている。

バンバ
トワの兄。メンバー内では年長者であり、優れた判断力と完成された戦闘テクニックを有し、その実力はマスターレベルである。悩ましい際には眉間を押さえるクセを持つ。
寡黙で無愛想な反面、大切な相手には相好を崩し、弟思いであるが表には出さない。物語開始時点では既に村から旅立っている。騎士の使命に忠実で真摯であるがゆえに非情な決断を下すこともある。1人の命を救うのと大勢の命を救うのとでは後者の方が大事であるとし、当初はマイナソーを生み出した人間を始末しようとしたこともあった。一方で、子供思いの父親がクラーケンマイナソーを生み出してしまった際にはもっと子供と遊ぶよう鼓舞したり、ケペウス星の王女姉妹の救出には積極的であるなど、家族の情には厚い。
トワを救ってくれたコウたちに対しては恩義を感じているが、仲間にはなろうとはせず、トワと共に別行動をとる。マスターブラックを慕い、信じ切って修行していたため、真相を知らないまま彼に裏切られたと思ったことで、非情となって他人を信用できなくなったのはマスターブラックの裏切りに起因する。
ナダとはともに修行した古くからの知り合いで同じ村の出身だが、リュウソウジャーになれなかったことで使命を捨てて逃げてしまったナダのことを当初はあまりよく思ってはいなかった。
最終決戦後は旅立つトワを見送った。
- メインライターの山岡は、バンバは仲間になって以降もコウたちを認めている部分もあるが絶対に相容れない部分もあるとしており、多角的な人物造形を意図している。岸田本人の人間味を出して笑顔となると、バンバではなく岸田本人になってしまうことから、笑うことを禁止していたという。
- 第29話・第30話では、岸田と監督の坂本浩一がともにジャッキー・チェンを好きであったことから素手でのアクションを取り入れている。

リュウソウブラック
バンバが変身する威風の騎士。
攻撃力に秀でており、主にカタソウルを竜装し、パワーとスピードのバランスに優れた無駄のない優れた剣術と豊富な戦闘経験を元にした多彩なテクニックで敵を制圧する。
変身後のモチーフはニードルサウルス。
- スーツアクターを務めた竹内康博は、岸田とは約12センチメートルの身長差があるため、変身前後で違和感を感じさせないことに苦労した旨を述べている。アクションでは、強さを表現するため無駄な動きをせず、間を溜めることなどを意識している。

カナロ
第14話から登場。海のリュウソウ族の末裔。妹思いだが、頭が上がらない。
右手首の腕輪を自然の水に触れさせることで、モサレックスやオトとの特殊な波長を共鳴させてテレパシーによる意思疎通や通信が可能。
争いを好まず、海のリュウソウ族が衰退していったことで残った末裔が少数であることから繁栄させて一族を再興させるために婚活に励んでいるが、海底での乏しい資源による生活が長かったことから過度な倹約家で小言が細かい真面目で頑固な性格であることから端麗な外見に反して中々難航している。また、アプローチに関しては非常に強引で、しつこく追い回す場合もあるが、その相手のために戦う優しさを見せることもある。上陸した当初は親代わりでもあったモサレックスの助言を受けてコウたちリュウソウ族を信用せず、仲間意識を持とうとはしなかったが、カナロ自身は彼らが悪人とは思っておらず、徐々に彼らと打ち解けていく中で仲間となり、モサレックスを説得し続け、一応は彼らを認めさせる。
第29話にて、リサイクル活動を通じて知り合った女性の優衣と両思いになり結婚を申し出るが、警察官を父に持つ優衣から危ないことをしないことを条件として告げられ苦悩するが、最終的には騎士としての使命に順ずることを決め、優衣自ら別れを告げられた。
最終決戦後も引き続き婚活を続けると宣言したものの、アスナの学校に残ってリュウソウ族の子供たちに恋愛学の講義を開いていた。
- 東映プロデューサーの丸山は、追加戦士としての強さに加え、明るいキャラクターとなるよう戦い以外の目的を持たせるため「婚活」という要素を取り入れたと述べている。キャラクターのイメージソースとして、丸山は高橋留美子の漫画作品に登場する残念な二枚目を、メインライターの山岡は映画『トラック野郎』シリーズの一番星桃次郎をそれぞれ挙げている。
- 演じる兵藤功海は、戦いでは強さを出しつつ、それ以外では「残念」さを出すことを意識している。
- 第24話での特訓は『帰ってきたウルトラマン』第4話をオマージュしており、脚本を担当した荒川稔久は同作品の主演であった団時朗演じる長老がキックを授けるという描写を想定していたが実現には至らなかった。

リュウソウゴールド
カナロが変身する栄光の騎士。
射撃に秀でており、ほかの5人とは異なり、技のリュウソウルをモサブレードにセットしても竜装はされないが、同時にモサチェンジャーとモサブレードを扱え、海中だけでなく地上においても強竜装を使えるなど高い戦闘力を発揮し、その強烈な強さはナダも認めるほどである。
変身後のモチーフはモササウルス。
戦闘開始時の口上は「さあ俺との出会いにビリッと運命感じな！」もしくは「俺との出会いを後悔しろ！」、必殺技発動時の決め台詞は「そのハート撃ち抜いてやるよ！」、戦闘終了時の決め台詞は「ラブイズオーバー」。
- ゴールドは、ボディは初期の5人と同様のものになっているが、ゴーグルと口が分離されているのに対し、頭部にモササウルスを目一杯入れ込んでおり、前後や横にも突き出た形状となっている。ゴーグルの牙は、シルエットがヒレのようになっている。
- アクション監督の福沢博文は、1人で他の5人に匹敵する強さの表現として、映画『アサシン』のように、銃は呼吸するように撃つなど、戦いに慣れているベテラン感というオーダーで、攻撃時に力強くせずさり気なく相手を倒すというイメージで演出している。また、リュウソウルの出し方も他の5人が統一しているのに対し、少しズラしている。

ノブレスリュウソウゴールド
リュウソウゴールドがリュウソウカリバーを装備したことで昇華した高貴なる騎士。必殺技はゴールドリュウソウルを装填して放つエクストリームディーノスラッシュと、モサブレードの二刀流で放つエクストリームダブルディーノスラッシュ、強リュウソウルを装填して放つアルティメットディーノスラッシュ。

### リュウソウジャーの関係者
龍井 うい（）
尚久の娘。
動画サイト『ういちゃんねる』で自撮りした動画を配信しているが、そのお笑いのセンスは視聴したコウが固まってしまうほど面白くないらしく、再生回数は伸び悩んでいる。富士の樹海での動画撮影中にコウに出くわし、リュウソウ族の存在を知る。当初は記憶を抹消された後に外へ帰されるはずだったが、マイナソー完全体の出現で有耶無耶になってしまった。その後、父が騎士竜を研究していた縁から、コウたちを自宅に居候させる。その後、海外で自分らしく楽しむ動画が認められ、映画撮影スタッフとして招聘されて渡米する。最終話では一時帰国した。
第3話ではメドゥーサマイナソーを生み出してしまい、マイナソーが成長すると多くの人々が犠牲になることや生み主が死ねばマイナソーも消滅することを聞かされ、責任を感じて身を投げようとしたが、アスナに説得されて踏みとどまる。
- メインライターの山岡は、ういが動画配信を行っているのは早くに母を亡くした寂しさを紛らわすためと述べている。
- 動画の中でのポーズは、金城は当初は猿のポーズを考えていたが、最終的にはウインクとなった。

龍井 尚久（）
騎士竜を研究する古生物学者で、ういの父親。
神殿跡で未知の生物だった騎士竜の痕跡を発見するも、学会ではなかなか認められず不遇な立場だったという。自宅のガレージをラボにしており、リュウソウジャーの拠点として開放・提供する。「なぬぅ？」や「がぁん」が口癖。アスナ同様、音痴である。
ういがコウ・メルト・アスナを家に連れてきた時には「娘が初めて友達を連れてきた」と大喜びし、ういの「コウたちを一緒に家に住ませて欲しい」という申し出を、コウたちに「ういと仲良くして欲しい」と頼み込んだ上で快諾し、居候させた。
寝言で騎士竜のことについてつぶやいたり、古文書の切れ端を持っていたりするなど、謎の多い人物でもあったが、セトーに憑依されていたことが判明した。
最終決戦後はメルトやオトとともに遺跡の調査を行っている。
- 山岡によるとファーストネームには、尊いを意味する「尚」と永遠や長い間を意味する「久」で、騎士竜を研究していた尚久が長年かけて騎士竜を発見したことから、何事も信じ続けることの大切さが込められている。
- 吹越は他の仕事では絶対に着ないような衣装としてクラシックなゴルフスタイルを選び、ほかのヒーローとは被らない色として尚久をイメージした茶色を選んでいる。口癖は吹越の友人のものを拝借している。

### リュウソウ族の人々
マスターたちはリュウソウケンを継承した後もリュウソウチェンジャーを使用せずにリュウソウジャーに変身して闘うことができ、共通して西洋風のリュウソウ族の剣を武器とする。物語開始以前のリュウソウジャーとして自然発生したマイナソーを討伐していたが、ほとんど出現しない状態が続いていたため、戦いから遠ざかっていた。マスターレッド、ブルー、ピンクは後継者であるコウたち3人に騎士の証しであるリュウソウケンを継承し、新たなリュウソウジャーに任命した。
マスターレッド / リュウソウレッド
コウとナダの師匠である先代のリュウソウレッド。コウの人を想う優しさと強さに騎士としての資質を見出して、リュウソウケンを継承するもタンクジョウの攻撃からコウを庇い命を落とすが、死に際に「お前も俺もソウルは一つだ」と告げ、その魂（一部の残留思念）はレッドリュウソウルに宿って、コウの力になった。
後に試練の断崖でコウの前に現れマックスリュウソウレッドにリュウソウチェンジしコウと戦う。その戦いの中でマックスリュウソウレッドが自身の限界であると思い込んでいたコウの弱さを指摘し、プリシャスがコピーしたネバーラスティングクローの弱点を見つけさせた。

マスターブルー / リュウソウブルー
メルトの師匠である先代のリュウソウブルー。コウたち3人がリュウソウジャーを継承したことの行く末を案じていた。マイナソー完全体の邪悪な火炎からメルトとアスナを庇い、命を落とす。その魂はブルーリュウソウルに宿った。

マスターピンク / リュウソウピンク
アスナの師匠である先代のリュウソウピンク。コウたち3人の力は認めつつも、手はかかると心配していた。マスターブルーと共にマイナソー完全体の火炎から、メルトとアスナを庇い、命を落とす。魂はピンクリュウソウルに宿った。
死人が蘇るなどの奇妙な現象が街で起こる最中で、一時的に蘇ってアスナの前に現れるが、実はコウたちを心配する気持ちからネクロマンサーマイナソーを生み出した原因によって復活したもので、ネクロマンサーマイナソーと復活したタンクジョウを倒した後、アスナにリュウソウジャーに指名した理由を述べて消滅した。
タンクジョウとの戦いでは自らの剣にブルー、グリーン、ブラック、ゴールドのディーノスラッシュのエネルギーを集め、4色の輝く剣で倒した。

マスターグリーン / ガイソーグ
トワよりも前に先代のリュウソウグリーンとして戦っていた人物。心優しく、仲間を大切にする人物であったという。マスターの中では唯一、素顔を出していない。
バンバはマスターグリーンの最期について、ドルイドンの一団が本格的に侵攻する500年前、地球に戻った際に若き日のマスターブラックたちと共に戦い、亡くなったと聞かされており、トワも「若くして亡くなった」と告げられていた。しかし、ナダによるとそれは所謂表向きの事実であり、実際はガイソーグの鎧を身に着けて戦っていた。その後、戦いの中で鎧の呪いに囚われて精神を支配されてしまい、敵だけでなく仲間のリュウソウ族の村をも焼き払い、その破壊衝動に抑えきれずに宇宙を彷徨い、宇宙の果ての辺境の星で人知れずに亡くなったという。
第45話ではマスターブラックの回想で登場。約300年前、ガイソーグに変身し先代のマスターブラックがリュウソウチェンジしたリュウソウブラックと共にプリシャスに挑んだ。

マスターブラック / リュウソウブラック
バンバとトワの師匠である先代のリュウソウブラック。
力と命を活かす活人剣を基にした戦法を取っており、バンバからは「最高のマスター」と尊敬されていた。その後、バンバに自身のリュウソウケンを託すとともに、トワにグリーンリュウソウルを託すことを告げる。ナダではなく、トワをリュウソウグリーンに選定した理由については「自分にもバンバにもない光がある」と語っていた。
しかし突然、リュウソウ族を裏切って敵側に回りバンバを襲撃。リュウソウケンを渡すように迫り、「エラスを守らなくては…」と呟いて姿をくらませた。
実はかつてマスターグリーンと共にドルイドンと闘う中で地底に落下し、封印されているエラスを発見。さらに独自で調査を進める中でリュウソウカリバーを見つけユノのメッセージを聞いていた。そこでプリシャスとサデンが宇宙に潜伏しているドルイドン幹部に地球を襲撃させ、リュウソウカリバーを抜かせることでエラスが復活するよう仕向ける計画について話すのを聞く。マスターブラックに気づき襲ってきたサデンを倒し、サデンと入れ替わってプリシャスに近づき計画を阻止しようと行動を開始。バンバたちの手でエラスの封印が解かれるのを阻止するために彼らのリュウソウケンを奪おうとするなど、裏切ったフリをしていた。そしてエラスを倒すためにドルイドンのアジトに潜入したトワとバンバの前で変装を解き、上記の真相を明かす。サデンに変装してプリシャスの部隊に潜入した際に裏切りを警戒したプリシャスによって心臓をカードに封印される形で掌握されていたが、自身に代わってサデンに変装したコウの活躍で奪還する。その後はプリシャスの動向を探ろうとしたが、心臓が馴染んでいないことからバンバの配慮により今代のリュウソウジャーに全てを託した。

長老
リュウソウ族の長老。コウ、メルト、アスナを新たなリュウソウジャーに任命し、ドルイドンと騎士竜の存在を伝える。最初の戦いの後、トワとバンバを捜し出して、一緒に戦うように命じた。
ハンバーガーを食べるために村を出ていくなど、現代的なセンスを持ち、第1話で、マイナソー完全体に村が破壊されてしまったため、以降はワゴン車の屋台で移動式ケバブ店リュウソウケバブを開いて生計を立てていた。リュウソウジャーがケルベロスマイナソーの毒に感染した際にはマイナソーの牙から解毒剤を精製し、命を救った。第34話でリュウソウケバブの売り上げを元手にカフェ店舗カフェ ケポーンを新しく開業し、オトをウェイトレスとして雇う。戦いが終わった後はフィットネスクラブ事業が失敗したため、村へ帰還した。

オト
カナロの妹で、123歳。カナロと同じく、水を介することでテレパシーを送ることができる。
カナロの結婚を心配して、陸へと出てくる。カナロ同様、コウたちに対しては不信感を当初は抱いていたが、彼らと出会った当初から好意的で、メルトに対しては特に異性として恋心を抱く。ある喫茶店でメルトとティータイムした際に、「メルトくん」と呼ぶことを決めたことで、メルトが「メルトさん」と呼んだオトをワイズルーが化けた偽物であると気付くきっかけとなった。
第34話で、長老が開店したカフェ・ケポーンの店員として働きだした。最終決戦後はメルトや尚久と共に遺跡の調査を行っている。
- 当初は竜宮城の乙姫であるカナロの姉で、好き勝手に世界を旅する姉にすべてを押し付けられる弟と想定されていたが、初登場回の脚本を担当した荒川稔久が実際に姉を持つ自身の境遇と重ねて「姉を慕って良く言う弟は書けない」といい、兄に溺愛される妹キャラに改められた。

セトー
光と闇の狭間の住人で、金と銀の布で顔を隠していた謎の男。リュウソウグリーンとブラックの特訓中にも現れている。
シャドーラプターとシャインラプターと対峙した、リュウソウジャーとマスターピンクの前に現れ、その素顔を曝した。
その正体は大昔のリュウソウ族の祖先にあたり、6,500万年前に地球からドルイドンが去ったしばらく後に起こったリュウソウ族の内乱時に騎士竜を封印したという伝説の偉人であるという言い伝えがあったが、死んだことによって、既に肉体は没しており魂となっていたが、尚久が発掘作業で、セトーの魂が眠っている遺跡に立ち入った際に彼に憑依した。
その後も試練の断崖を通じた各々の強化やリュウソウカリバーの存在を教えるなど尚久の肉体を介してリュウソウジャーに助言を与える存在になっている。
エラスの再封印のため、コウとアスナがリュウソウルに反応する結界を解こうとプリシャスと戦っていた際に現れ、エラスの封印前にもしもの時の際に隠しておいたリュウソウブラウンの鎧を取り出しリュウソウチェンジする。しかし、肉体が尚久のもののため苦戦を強いられるもプリシャスを足止めすることに成功し、コウに結界を破らせた。全員集結したリュウソウジャーと共にプリシャスと戦った後、ソウルを使い果たしてしまったことで限界を迎え、リュウソウジャーに激励の言葉を掛けて魂も消滅した。
- 尚久を演じている吹越のアイデアで、セトーが憑依している間はたまたま現場にあった「祭」と書かれた手ぬぐいを頭に巻くことで彼に憑依されていることを表現している。

リュウソウブラウン
第46話に登場。尚久に憑依したセトーがブラウンリュウソウケンでリュウソウチェンジした騎士。
異なるリュウソウルや強リュウソウルの効果を他の騎士のリュウソウルによる技に重ねて強化することも可能だが、尚久に憑依していることからドルイドンと戦闘できるほどの戦闘力はない。武器はガイソーケンと同形状のブラウンリュウソウケンで、このほかにガイソーグのものと同形状の盾も所持しているが、プリシャス戦では使用されなかった。必殺技はダイナミックキャッチ。
セトーがエラスの封印時にもしもの際に地中に鎧を隠しており、プリシャスと戦うリュウソウジャーをサポートするために使用するが、ソウルを使い果たした際に鎧も消えてしまった。
- リュウソウブラウンは正式な戦士としてはシリーズ初の茶色の戦士となるが、製作発表時の吹越の「リュウソウ茶色…なんちゃって」という発言を制作スタッフが受けて実現された。吹越本人は「手作りの衣装などチープでいい」と前述の会見で述べていたが、ちゃんと出すために本人には内緒で仕込み、現場で甲冑を見せたところ驚かれたという。変身ポーズは、右手で「アイ・ラヴ・ユウ」を表現している。

ナダ
関西弁を喋る陽気な性格で、つかみどころのない自由人のリュウソウ族で、かつてのマスターレッドの弟子。コウにとっては兄弟子に当たる。バンバと同じ村の出身で彼と同時期に修行しており、バンバもナダがリュウソウグリーンに継承されると思っていたが、リュウソウジャーになれなかったため、神殿の地図を奪って村を離れて行った。
リュウソウジャーに選ばれなかったことに苛立ちを募らせ、周囲の人たちを見返せる力を求める中で最強の鎧（ガイソーグ）の存在を知り、宇宙の果ての辺境の星で鎧を手に入れる。地球に戻ってきた以降はガイソーグとしての素性をコウたちやドルイドンに露見しないように振る舞っていた。素顔の状態でリュウソウレッドに選ばれたコウを見るために彼らの前に現れ、嫉妬と好感が入り混じった複雑な感情を抱いていたものの、次第にコウの持つ強さと優しさがリュウソウレッドにふさわしいと認める。しかし、第29話でのトワとバンバとの戦闘中にヘルムが外れて正体を知られてしまい、事情を尋ねてきたトワにガイソーグとして戦い始めたきっかけや鎧の呪い、そして鎧が強さのみを求め続けているものの、望んだ筈の力を手に入れて強くなっても全く心が満たされないことを明かす。その後、強力なデュラハンマイナソーに苦戦するコウたちの前にガイソーグとして現れた際に、トワに名前を呼ばれたことでコウたちにも正体を知られる。コウからはナダがガイソーグであることを知っても仲間として受け入られるが、鎧の呪縛に精神を蝕まれ続けていたナダは湧き出した激しい嫉妬心から「俺は、お前のそういう（明るく前向きな）ところが、ホンマに嫌いや」として背後から切り付け、吹き出した鎧の呪縛に心を支配される。
しかし鎧に完全に精神を支配されているわけではなく、第31話でのメルトたちとの戦闘中に一瞬だけヘルムが外れ、ナダの顔に戻った際にトワに「すまん」と詫びている。第32話では、トワがドッシンソウルの強竜装でナダを攻撃し、変身を解除したコウに鎧が乗り移ったことで鎧から解放され、鎧に蓄積されていた負の感情がジャックオーランタンマイナソーに吸収されたことやバンバたちの想いがナダに通じたことで自らの心の弱さに打ち克って鎧の呪縛から解放され、自分の意思で鎧を纏えるようになり、コウたちの仲間となる。
第33話では、バンバ以外のリュウソウジャーがウデンの体内に閉じ込められたことを受け、ガイソーグに変身して、バンバと共に戦う。だが、自身の肉体も限界を迎えており、鎧そのものの力が怨念とともに消えていたため、自身の持つ騎士としての力のみでコウの救出に成功した時には既に力を使い果たして致命傷を負っており、コウがカガヤキソウルで治療しようとするのを止めて仲間の救出を優先するよう訴え、コウたちと仲間になれたことを喜びながら息を引き取った。
2021年公開の劇場版『メモリー・オブ・ソウルメイツ』は32話と33話の間の語られなかったエピソードであり、ガイソーグの鎧から解放されたナダの思いが描かれている。
- 後述のようにガイソーグを登場させることが決まっていたため、変身前のキャラクターを登場させることとなった。ナダの登場と同時期に『仮面ライダーゼロワン』が放送を開始したタイミングであったため、本作品も大人に見せられるものを作るために、当初から、コウに力を託してマックスリュウソウレッドになるという展開が決まっており、コウを成長させるために、彼が影響を受ける人物として設定された。序盤は追加戦士のフリをして出しており、初期段階ではもう少しドルイドン側のキャラクターにする予定もあったという。第33話の予告で「一緒に戦おう、ナダ」というセリフが本編同様、暗いトーンで当初収録されていたが、不穏なものを感じさせるため、わざと明るく言わせており、ナダが死ぬことも徹底的に情報を伏せ、テレビ誌のあらすじ情報にも彼の死に関する情報を消すようにしていた。ナダ登場の伏線として第21・22話で「弟子の中でも一番ダメな子だった」というマスターピンクのセリフで他にも弟子がいたことを匂わせていた。死後に流されたビデオメッセージは、リュウソウジャーの6人には当日見せ、演じる役者に役になりきってその役の感情を自分に置き換えて出させ、1人1人の顔を人数分のカメラで1カットで撮り、リアルな感情を見せている。
- 関西弁の設定は、演じる長田成哉が西宮出身であることに合わせて追加された。
- 長田はナダの人物像について、リュウソウジャーの「騎士道」に対し「武士道」であると説明している。また、能力も人間性も高いが自己評価は低く、明るく振る舞っているのはその裏返しだと解釈しており、自身でも最も感情移入できる役であったと述べている。

ガイソーグ
第12話から登場。意思を持つ鎧。
極厚のリュウソウメイルとヘルムを装着することで闘争本能が増幅して鬼神のような強さを生む。リュウソウケンに似た紫色の剣ガイソーケンとシールドを持つ。
ナダによると、鎧（またはその一部）を纏うと過去の装着者の記憶を見ることができるという。圧倒的な力を得られる反面、鎧を纏っている時間が長いほど、装着者の抱える負の感情や怨念を力を変えられて精神を鎧に支配されて強者を追い求めて彷徨う戦うだけの怪物に変貌し、敵味方を問わずに攻撃してしまう。
ワイズルーとも裏で繋がっており、ディメボルケーノの封印を解いた。また、バンバやトワのことも知っており、トワに対しては彼らのマスターの言葉を投げかけた。
テレビシリーズにおいては当初、現在の装着者が誰なのかは明かされず、第29話にて初めて、ナダが装着者であると言明された。なお、上述のように約300年前ではマスターグリーンが鎧を装着していた。
第33話でナダが自らの意思で変身した時の異名は不屈の騎士。
劇場版『タイムスリップ!恐竜パニック!!』にて、6,500万年前のリュウソウ族の長ヴァルマによって対ドルイドン用に騎士竜とともに開発されたことが判明し、その6,500万年前ではヴァルマ自身が鎧をまとってドルイドンと戦っていた。
- 元々は『スーパー戦隊最強バトル!!』に敵役となる存在として登場することが決まっており、本作品に登場することを前提として作られたものではなかったが、本作品で使えそうなデザインであったため、同作品との設定と合わせるというところから膨らませていった。
- 初登場は『スーパー戦隊最強バトル!!』のため、リュウソウジャーの5人と同様のタイミングでデザインが始まっているため、リュウソウルをモチーフとしたものとなった。
- スーツアクターを務めた清家は、本編で正体が判明するまでからと鎧の呪いが解かれるまでは、感情を出さずにあまり動かず、呪いが解かれてからはナダの感情を表に出して泥臭くやっている。

## リュウソウジャーの装備および戦力

### 共通装備
リュウソウル
騎士竜の特殊能力を結晶にしたナイト型の可変スタチュー。
変身用と、特殊な効果を発動させる技用、強リュウソウルの3種類が存在し、リュウソウチェンジャーやリュウソウケンにセットして能力を発動する。待機状態のソウルモードから下顎のボタンを押すことでナイトモードへと覚醒させた後、各種装備へと装填する。
変身前の生身の状態で使用しても効果を発揮できる。
変身のリュウソウルは、初期状態の始まりのリュウソウルを元としたものが全部で6種類が複数個存在すると思われ、生存している騎士竜から託され、代々受け継がれている。リュウソウケンに装填することで各騎士竜の頭部を象ったエネルギーを放つ必殺剣ディーノスラッシュを発現させる。
技のリュウソウルは、短時間であれば魔法のような特殊能力を発現させ、リュウソウジャーであれば誰でも使用可能。全部で24種類が複数個存在し、ベルト右腰のリュウソウホルダーに2つ常備されているブランクソウルが変化したものだが、すでに絶滅した古代の騎士竜の特殊能力が結晶化し、その魂が刻み込まれているため、寿命があり、使用し続けると寿命が尽きる。また、待機状態や力を使い果たした状態でもブランクソウルとなる。
強リュウソウルは、生存している騎士竜1体につき一つのみ存在し、騎士竜に認められた者のみが使用可能で、固有のエレメント技を発現するほか、リュウソウチェンジ後に使用すると自然のエレメント魔法を司る強リュウソウアーマーが装着される。
化石のように新たなリュウソウルを採掘することで手に入れているが、リュウソウ族同士のトレード会で交換することもある。
- 『恐竜』と『騎士』がモチーフのため、恐竜の横顔から変形して騎士の形になるものとなった。ただし、6人の変身用リュウソウルは各騎士竜とは少し横顔が違うものもあるが、各ロボの頭部になったときに変形機構上、リュウソウルの横顔が騎士の兜についているフサフサの装飾のように位置するため、顔然としないラインに落とし込まれた。
- 技のリュウソウルは、それぞれのモチーフがわかりやすい横顔となっており、ハヤソウルはスニーカー、クサソウルはお尻など能力自体をモチーフとしている。

| リュウソウルの一覧   | リュウソウルの一覧     | リュウソウルの一覧 | リュウソウルの一覧 | リュウソウルの一覧 |
| 変身のリュウソウル   | 変身のリュウソウル     | 変身のリュウソウル | 変身のリュウソウル | 変身のリュウソウル |
| リュウソウル名       | 騎士竜                 | 変身               | 能力 |                    |
| -------------------- | ---------------------- | ------------------ | --- | ------------------ |
| レッドリュウソウル   | ティラミーゴ           | リュウソウレッド   | マスターレッドが発見した始まりのリュウソウルに力を込めることで覚醒した。マスターレッドなど先代のマスターたちの魂が宿っている。 |                    |
| ブルーリュウソウル   | トリケーン             | リュウソウブルー   | |                    |
| ピンクリュウソウル   | アンキローゼ           | リュウソウピンク   | |                    |
| グリーンリュウソウル | タイガランス           | リュウソウグリーン | |                    |
| ブラックリュウソウル | ミルニードル           | リュウソウブラック | |                    |
| ゴールドリュウソウル | モサレックス           | リュウソウゴールド | |                    |
| 技のリュウソウル     |                        |                    | |                    |
| リュウソウル名       | 騎士竜                 | 効果発動時の音声   | 能力 |                    |
| ツヨソウル           | ツヨソウリュウ         | オラオラー！       | 敵への攻撃の威力をアップさせる。 |                    |
| ノビソウル           | ノビソウリュウ         | ビロ〜ン！         | 敵や武器などのあらゆるパーツを延長させ、ムチのように自在に操る。 |                    |
| カタソウル           | カタソウリュウ         | ガッチーン！       | 肉体を鋼鉄のような超硬度に変化させて、鉄壁の防御でガードする。 |                    |
| キケソウル           | キケソウリュウ         | キーン！           | アンテナのように集音して、鋭い聴覚によって、微細な音も感知する。 |                    |
| クサソウル           | クサソウリュウ         | モッワモワ！       | おならのような強烈な悪臭のするガスを出す。 |                    |
| ミエソウル           | ミエソウリュウ         | スケスケー！       | 視力を拡大させて望遠鏡のように遠くの物が見えるようになる。 |                    |
| オモソウル           | オモソウリュウ         | ドーン！           | 鎖のついた鉄球を装備し、重力操作によって著しく重力を増大させ、対象を重くする。 |                    |
| ムキムキソウル       | ムキムキソウリュウ     | ムッキムキ！       | 使用者の腕が肥大化して筋力が増大し、怪力になる。 |                    |
| チーサソウル         | チーサソウリュウ       | ミニミニッ！       | 対象のスケールを縮小させる。 |                    |
| マブシソウル         | マブシソウリュウ       | ピッカリーン！     | まばゆい光を自ら出したり、対象を光らせる。 |                    |
| ハヤソウル           | ハヤソウリュウ         | ビューン！         | 使用者の脚力を増幅し、スピードを向上させる。 |                    |
| ミストソウル         | ミストソウリュウ       | うるおう〜！       | 水分を空中から錬成抽出して霧を出す。 |                    |
| カルソウル           | カルソウリュウ         | フワフワー！       | 重力操作によって、羽毛のように対象の重力を著しく軽減させ、軽くして舞わせる。 |                    |
| ギャクソウル         | ギャクソウリュウ       | クルリンパッ！     | 発生した現象を逆回転させてあらゆる効果を元に戻し返す。壊れたものを復元することができる。 |                    |
| コタエソウル         | コタエソウリュウ       | ペラペーラン！     | 相手の深層心理に働きかけ、忘れていたどんな質問にも応答させる。 |                    |
| ミガケソウル         | ミガケソウリュウ       | ツルツルッ！       | 対象の表面を鏡のように磨き上げて摩擦係数をゼロにしてツルツルにする。 |                    |
| クンクンソウル       | クンクンソウリュウ     | クンクン！         | 使用者の嗅覚が鋭くなり、様々なにおいを嗅ぎ分け、正確に目標を追跡する。 |                    |
| プクプクソウル       | プクプクソウリュウ     | ムックムクー！     | 対象を風船のように膨らませて肥大化させ、宙に浮かべさせる。 |                    |
| フエソウル           | フエソウリュウ         | ポンポンポンッ！   | 対象をコピーして、分身を作り出す。 |                    |
| カクレソウル         | カクレソウリュウ       | ドロンッ〜！       | 体色を変化させて透明になって周囲に溶け込む。 |                    |
| マワリソウル         | マワリソウリュウ       | ギュイーン！       | 高速回転をして、相手の目を回したり、竜巻を起こす。 |                    |
| ネムソウル           | ネムソウリュウ         | むにゃむにゃ…！    | 相手を催眠音波で包み込み、強制的に相手を眠らせる。 |                    |
| カワキソウル         | カワキソウリュウ       | カッピカピ！       | 水分を分解吸収し、対象を干からびさせる。 |                    |
| ヤワラカソウル       | ヤワラカソウリュウ     | スルスルッ！       | 対象を柔軟性を発揮させて柔らかくして衝撃を吸収する。 |                    |
| 強リュウソウル       |                        |                    | |                    |
| リュウソウル名       | 騎士竜                 | 効果発動時の音声   | 能力 |                    |
| メラメラソウル       | ディメボルケーノ       | メラメラー！       | リュウソウケンに装填することで自在に炎のエレメント技や、炎で敵を包む必殺剣バーニングディーノスラッシュを発現させる。 |                    |
| ビリビリソウル       | スピノサンダー         | ビリビリー！       | モサブレイカーに装填することで雷撃を放つサンダーショットや2億ボルトの雷撃弾を放つファイナルサンダーショットを発現させる。 モサブレードに装填することで2億ボルトの雷撃を纏った必殺剣モサディーノスラッシュを発現させる。                                                                   |                    |
| クラヤミソウル       | シャドーラプター       | クラヤミ！         | モサブレイカーに装填することで敵の攻撃を吸収するブラックホールの弾丸を発射するファイナルブラックホールショットを発現させる。 |                    |
| カガヤキソウル       | シャインラプター       | カガヤキ！         | リュウソウケンに装填することで聖なる光を放ち、仲間の傷を癒やすことが出来る。 |                    |
| コスモソウル         | コスモラプター         | コスモ！           | クラヤミソウルとカガヤキソウルの技のほかに宇宙のエレメント技を発現する。 |                    |
| カナエソウル         | カナエソウリュウ       |                    | いかなる願いをもかなえることが可能な幻のリュウソウルだが、リュウソウ族同士で起こった争いによって、自ら海底へと逃れた。 |                    |
| ドッシンソウル       | パキガルー・チビガルー | ドッシン！         | リュウソウケンに装填することで相手の装甲を振動させ内部からダメージを与える特殊なパンチを放つことが出来る両腕のグローブ型ガントレットが装備される。 強竜装した状態で、強烈な拳圧と化したパンチを打ち出し、敵の装甲やガードを振動させて内部から破壊するディーノソニックブローを発現させる。 |                    |
| ヒエヒエソウル       | プテラードン           | ヒエヒエ！         | リュウソウケンに装填することで、飛行が可能な背部のマントが追加され、冷気を纏ったプテラードンを象ったエネルギーの氷の斬撃ブリザードディーノスラッシュを発現させる。 |                    |
| 最古のリュウソウル   |                        |                    | |                    |
| リュウソウル名       | 騎士竜                 | 効果発動時の音声   | 能力 |                    |
| ビュービューソウル   | ディノミーゴ           | ビュービュー！     | ガイソーケンに装填することでエンシェントブレイクエッジを発現させる。 |                    |

リュウソウヘルム / リュウソウメイル
リュウソウチェンジすることで頭部とボディに装備される鎧のように変化したリュウソウル。動きやすく軽量なチェーンメイルをベースとして強化錬成され、表面にはすべての刃先を受け流す滑らかな設計がなされ、邪悪な呪術攻撃や魔法のダメージを軽減する聖なる力が込められている。常人の約17倍にまで剣術および格闘における破壊力が上がる。リュウソウゴールドのものは肉体の凹凸が錬成されることで表面に影響しないアクアスキンでコーティングされ、極限まで水の抵抗が軽減される。また、耐圧能力に優れていることから長時間の深海での活動が可能で、受けた攻撃を波状に分散させ、最小限にダメージを抑える。
- 過去3作品の恐竜モチーフの作品との差別化として、騎士モチーフの戦隊のため、シルバーが多いマスクとなっている。マスクのスリットは、噛み合わさった恐竜の牙が三角形の並びに落とし込まれており、各モチーフの恐竜によって形状が異なっている。
- ボディ部分は竜装するため、左半身は銀色となっており、竜装することで右半身のパーソナルカラーが消え、上半身全体が鎧を装着しているように見えるものとなり、右腕に各リュウソウルの色を残している。また、リュウソウケンの峰と同様にボディ中央などの随所に恐竜の鋭さをイメージするギザギザを入れ込んでおり、ボディ中央は白いラインで縁取ることで恐竜の歯形にも見えるようになっている。
- 強竜装は、竜装が抽象的なモチーフだったのに対し、炎や雷、氷などエレメントがモチーフとなり、騎士竜のパーソナルカラーでエレメントを象徴する派手な色の鎧となった。また、スーツも素材や塗装の仕方もディメボルケーノのように単純なメタリックのオレンジではなくラメを入れている。コスモソウルやドッシンソウルの強竜装は、両肩に個々の頭部を振り分けている。ヒエヒエソウルの強竜装は、羽根や手甲を付けることで一段階違う差別化を図っている。

### 基本メンバーの装備品
リュウソウチェンジャー
リュウソウジャーのメンバーが左腕に装備するガントレットブレス。その通信機能は広範囲で、メンバー間やスマホとの通信もできる。
コウ・メルト・アスナは第1話冒頭の儀式の際、それぞれのマスターからリュウソウケンを引き継いだと同時に左腕に装備された。
- 通常時は赤いティラノサウルスの横顔となっており、変身時にリュウソウルを挿すことで銀の鎧を被り、挿したリュウソウルが頭部の鶏冠になっている。

変身
「リュウソウチェンジ！」の掛け声で、ナイトモードに変形したリュウソウルを後頭部のスロットにセットすることで「ケボーン！」の音声が流れ、ナイトモードのリュウソウルが変身者を取り囲むように複数出現しダンスを踊って騎士の戦意を鼓舞する。「ワッセイ！ワッセイ！そう！そう！そう！ワッセイ！ワッセイ！ソレ！ソレ！ソレ！ソレ！」の待機音声が流れた後に下アゴのチンガード状のレバーを回転させてバイザーにすることで「リュウSO COOL!」の音声が鳴り、鎧のように変化したリュウソウルのパワーが全身を包み込み、リュウソウジャーへと変身する。
当初は変身には神殿の力が不可欠で、部外者が神殿に侵入すると変身が解除されていたが、コウたちはマスターたちの力がそれぞれのリュウソウルに宿ったことにより神殿の力に関係なく常時変身できるようになった。
- 変身時に、リュウソウルが変身者の足元で踊るのはラグビーサモア代表チームが踊る民族舞踊のハカ（シヴァタウ）のイメージである。

召喚
下部の赤いボタンを押した後に、チェンジャーに騎士竜の名前を叫ぶことで召喚する。

リュウソウケン
リュウソウジャーの主装備である長剣。騎士合金マモラナイト製のブレードは敵の分厚い装甲を一刀両断し、モンスターを斬っても腐食することや刃こぼれすることもない。変身前でも使用しており、変身後はベルト左腰のリュウソウケンホルスターにマウントしている。ナイトモードのリュウソウルを柄の竜の頭部を象ったソウルスロットに装填して、後部のホーングリップを操作することでスロットを開閉させ、剣先から竜装や必殺技を発現させる。
- 『恐竜』と『騎士』という2つのモチーフを子供向けに分かりやすく落とし込むため、シンプルにティラノサウルスの横顔を取り入れている。
- アクション監督の福沢は、騎士のイメージから中世の騎士だけに拘らず、既存の剣術をベースに派生していったが、青龍刀のようなアクションも考えられたが、日本刀のような両手持ちではサイズ的に厳しいため、片手持ちでの殺陣を基本としているが、フェンシングほど軽くは見えず、ソードほど長くはないため、5人分の差別化は難しかったと述べている。
- 後に大人用のサイズのものがプレミアムバンダイで販売された。

竜装
技のリュウソウルをセットしてホーングリップを2回押し込むことで待機音声が流れ、さらに4回押し込むと「リュウ！ソウ！そう！そう！この感じ!!」の音声が流れ「○○（リュウソウル名）ソウ〜!!」の音声と共に固有のリュウソウアーマーが右腕と右肩に竜装される。
強竜装
強リュウソウルをセットしてホーングリップを2回押し込むことで待機音声が流れ、さらに4回押し込むと「強！リュウ！ソウ！そう！そう！この感じ!!」の音声が流れ「○○（リュウソウル名）!!」の音声と共に強リュウソウアーマーが肩から腕にかけて強竜装される。
必殺技
竜装した状態で竜装と同様のアクションを起こすことで「それ！それ！それ！それ！その調子！」の音声が流れ、「剣ボーン!!」の音声と共に必殺技を発動させる。
必殺技（強竜装）
必殺技と同様のアクションを起こすことで「超！超！超！超！イイ感じ!!」の音声が流れ、「剣ボボボボーン!!」の音声と共に必殺技を発動させる。
リュウソウバックル
ベルト中央部にある卵型のバックル。中に竜装合体や必殺技用のリュウソウルを収納することが可能。

### リュウソウゴールドの専用装備
モサチェンジャー
リュウソウゴールドの専用のガトリングガン。変身前の戦闘でも使用している。強力なエネルギー光弾を毎分3,600発6つの銃口から連射可能で、エネルギー源は錬成した海水のため、無限にリロードが可能。
- 初期の5人がアイテムと武器がティラノサウルスがモチーフだったため、こちらはモササウルスをモチーフに統一している。リュウソウチェンジャーと同様の共通のギミックとして、銃身のモササウルスの顔をひっくり返すことで金色の兜を被った状態になるものとなった。
- アクション監督の福沢は、他の5人との差別化として銃をメインにしたかったが、合成の手間などから銃を使った後、短剣に切り替えるというパターンになることが多いと述べている。

変身
後部にゴールドリュウソウルを装填することで「ドンガラハッハ！ノッサモッサ！エッサ！ホイサ！モッサッサッサ！」の音声が流れ、銃身のバイザーを回しトリガーを引くことで「リュウSO COOL!」の音声が流れ、波のようにリュウソウルのパワーがカナロを包み込むことでリュウソウゴールドへと変身する。
攻撃
銃身のポンプを前後に操作することで光弾を発射する。
強竜装
後部に強リュウソウルをセットすることで「ザパーン！」の音声が流れ、銃身のヒレが立ち上がり、「ドンガラハッハ！ノッサモッサ！めっさ！ノッサ！モッサ！」の音声が流れた後、銃身のポンプを4回前後に操作することで「ヨッシャ！この感じ！ノッサモッサ！ノッサモッサ！」の音声が流れた後、トリガーを引くことで「強竜装!!」の音声と共に強リュウソウアーマーが上半身に強竜装される。
- 大きく単体でも見え様が変わるように、ヒレが立ち上がるものとなった。

モサブレード
リュウソウゴールド専用のチェーンソー剣。深海にある高い純度の海水で研鑽されたブレード（刃）は、瞬時に敵の強固な防具をも粉砕が可能。だが、リュウソウケンとはエネルギーの抽出システムが異なることから、竜装の機能は有していない。柄部分のスターターグリップを引くことで刀身を前後に高速振動させて攻撃するほか、上部のリュウソウスロットにリュウソウルを装填すると「いただきモッサ！」の音声が流れ、レバーを操作することで「来る！来る！来る！来る！どんと来る！」の音声が流れ、トリガーを引くことで「モッサドーン！」の音声が流れた後に剣先から特殊攻撃を発現させることが可能。
- アクション監督の福沢は、短い刃では刺す方が適切だが、子供番組の表現として不適切なため、リアリティを捨てて短剣で斬る表現としている。

モサブレイカー
強竜装時にウイングの向きを上に変えたモサチェンジャーの下部に上下に反転させたモサブレードを連結させることで完成する合体武器。
- リュウソウジャーでは初めて合体させる武器のため、剣ではあるものの違ったアクションをするアイテムとしてチェーンソーのアイテムとなった。武器のシルエットも、ロボのモチーフがモササウルスからスピノサウルスのものに変わるため、こちらもモササウルスからスピノサウルスの銃に変わるものとなった。

必殺技
待機音が鳴った後にトリガーを引くことで必殺技を発現させる。

リュウソウバックルG
リュウソウゴールド専用のリュウソウバックル。バックルの色が銀色、ベルトの色が水色であること、リュウソウケンホルスターがなく両腰にリュウソウホルダーがあることを除いては外観・性能はリュウソウバックルと同一。

### ガイソーグの専用装備
ガイソーケン
リュウソウケンに似たガイソーグの主武装となる長剣。ナイトモードにしたガイソウルをソウルスロットに装填することでガイソーグにガイソーチェンジする。
邪悪なソウルを禍々しい刀身にまとわせ、容赦なく強いものを斬り伏せる。必殺技は十字の斬撃を放つエンシェントブレイクエッジやビュービューソウルを用いて発生させた複数の竜巻にエンシェントブレイクエッジの追撃を加える鎧装斬（）。
- リュウソウケンの色を変え、ギザギザを刃の背に生やしている。
- 撮影用のプロップは、アップ・アクション兼用となっている。

ガイソウル
現在のリュウソウルのもとと思われる特殊なリュウソウルで、 最強を求める闘志が刻み込まれており、吸収した人の憎しみを力としている。
ナダが騎士としてのソウルを取り戻した後は、長年蓄積されていた怨念が霧散し、力も失われていた。『メモリー・オブ・ソウルメイツ』ではその事実が判明し、ジャックオーランタンマイナソーの影響で暴れる人々からその憎しみを吸収し、マイコマイナソーからもマイナス感情を抜き取ることに成功する。

### マックスリュウソウレッドの専用装備
マックスリュウソウチェンジャー
ウデンとの戦いで力尽きたナダの肉体とガイソーグの鎧、彼の宿していた不屈のソウルが昇華したガントレットクロー。右手に装備し、マックスリュウソウルを2つのソウルスロットに装填し、「マックスケボーン！」のソウル認識アナウンスが鳴った後に中央のエンブレムボタンを押して展開することでマックスヘルムとマックスメイルがリュウソウレッドに装着される。
変身のほかに3本のクロー（爪）から発生させた真空刃で攻撃する。技のリュウソウルを2つ同時に装填することで、ソウルの魔法効果を掛け合わせた攻撃ができる。
最終決戦後は、試練の断崖にあるリュウソウ族の石碑に奉納された。
- 鼻の上がったリュウソウケンの顔をストレートなラインにしてシルエットを変え、騎士のスリット感を多くあしらうことで差別化を図っている。玩具版の刀身はビビッドなメタリックグリーンと金メッキ加工で表現し、恐竜の顔は大理石調のマーブル成型を使用し、グリップ部分をメタリックレッドにすることで見た目を変化させている。

マックスリュウソウル
ナダの不屈のソウルが変化したエンブレム型の特殊なリュウソウル。平常時は折りたたまれており、マックスリュウソウチェンジャーに装填することで展開する。

### リュウソウカリバー
始まりの神殿のソウルの間に封印された遥か昔のリュウソウ族によって作られたリュウソウ族最強の聖剣で、試練を突破したコウとカナロの2人によって岩から引き抜かれて封印が解かれる。リュウソウカリバーに認められた者が後方のホーングリップを操作することで、「ソウルを解き放て!!」の音声とともに邪悪な魔法や物理攻撃を受け流す紺青のノブレスローブが装備される。
その真の役目は、過去のリュウソウ族が行ったエラスの封印を維持することだった。だが、エラス自身がリュウソウカリバーのエネルギーを吸収し始めたため、セトーの判断でコウとカナロに試練を課す形で引き抜かせた。
プリシャスはコウたちよりも早くリュウソウカリバーを発見しており、宇宙中のドルイドンを招集して攻撃することで、リュウソウ族を使ってリュウソウカリバーを引き抜かねばならない状況を作ろうとしていた。
最終決戦では全ての騎士竜たちが融合しエラスに大ダメージを与えたが、カリバーの力が弱っていたために倒しきる前に崩壊してしまった。これによってリュウソウジャーは一度変身能力を失ったが、柄に残っていたリュウソウルを使用し、最後の変身を行った。
- 人気のあったリュウソウケンとの差別化で、レッドのみ二刀流で戦っている[51]。ただし、同様の強化アイテムであり、ナダによって生まれたマックスリュウソウチェンジャーを使わなくなるのを避けるため、レッドが使用していたものをゴールドに託すこととなり、第38話の敵であったカリブディスマイナソーは等身大のまま倒している[51]。

### 騎士竜
古代のリュウソウ族により作り出された、鎧で体を強化・武装した恐竜たち。6,500年前の巨大隕石の落下後、ドルイドンに対抗するための最終兵器としてディノミーゴを始めとした多くの騎士竜が作られたが、ドルイドンが宇宙へと去った後に、その強大な力を恐れられていたため、現代で一部を除いて世界各地の神殿に封印されていたと言い伝えられていた。封印されている間も騎士たちに神殿から力を与えており、ドルイドンが地球に襲来したことを機にコウたちの戦いに呼応して封印が解け、再び復活した。だが、力を怖れられていたというのは表向きの理由であり、実際にはエラスの封印の力が弱まっていることを察知したセトーの手により、封印の楔である聖剣リュウソウカリバーに力を与えるために神殿に封印されていた。また、全ての騎士竜が封印されていたわけではない。
最終決戦ではエラスを封印するため、以下に挙げる全ての騎士竜たちがナイトモードのリュウソウルとともにビームをエラスに発射して光の円環を作って、自らも光と化してリュウソウカリバーに融合。リュウソウカリバーが崩壊したため、騎士竜たちは再度封印されることになる。
- 過去の恐竜モチーフの戦隊との差別化として、騎士のイメージを足して、オーガニックなイメージが強調された箱状に角張らないプロポーションとなった[71]。
- 造形物は、ティラミーゴのみスーツが存在し、それ以外はCGとミニチュアで表現している[72]。

ティラミーゴ
ティラノサウルスが強化された騎士竜で、リュウソウレッドの相棒。コウによって名付けられた。騎士竜たちを束ねるリーダー格で、真面目かつ優しい性格。リュウソウジャーの危機に自分の意思で助けに駆けつけることもある。武器は両肩のナイトキャノンやテイルウィップ、竜装ウェポンのミニガンとドリル。必殺技はナイトモードのレッドリュウソウルから直接エネルギーを受けることで口から吐くビームブレス。
チーサソウルの効果によって人間大になれるほか、人語も理解することもできる。第7話では独学で勉強したことでテレビで言葉を覚え、自ら言葉を話せるようにもなった。
ういたちが暮らす町の人々とは、草野球の試合に参加したり、小学校の子供たちと一緒に遊んだりするなど良好な関係を築いているが、なぜかメルトのことだけは一方的に嫌っており、「アルト」や「ソルト」、「チルド」というふうに、意図的に違う名前で呼んでいたが、アラクネーマイナソーが小学校を襲った事件でメルトと協力し、少しだけ距離を縮めた。
- 過去の恐竜モチーフの戦隊では、その時々のティラノサウルスの定説に基づいた特徴の見た目が反映されているため、本作品でもそのシルエットを追い直したラインとなっており、前傾姿勢や赤いディテールを額中央に入れている。また、あえて凶暴な顔にし、牙はガブティラよりも牙然としたディテールにするなど鋭角なラインを狙っている。
- 当初は巨大戦のみ登場する予定であったが、スーツアクターを務めたおぐらとしひろの要望により小さくなって本編にも登場することとなった。

トリケーン
トリケラトプスが強化された騎士竜で、リュウソウブルーの相棒。メルトによって名付けられた。武器はフリル状のガード、頭部の2本の角と鼻先の角が長く伸びて進化したナイトソード。
当初は上から目線のメルトの態度に不満げで心を開かなかったが、メルトから地球を守りたい思いを告げられたことで共に戦ってくれるようになった。
- 名前の由来はトリケラトプス＋剣。ダジャレによるネーミングだが、綱は全く知らなかったという。
- スリーナイツの両腕になるため、形状がアンキローゼとシルエットが対になるように意識された。また、腕に合体した際に武器の剣にもなるため、本来のトリケラトプスよりも角を長くしている。

アンキローゼ
アンキロサウルスが強化された騎士竜で、リュウソウピンクの相棒。アスナによって名付けられた。武器は尻尾がハンマー状になったナイトハンマー。

タイガランス
未発見の新種恐竜タイガーサウルスが強化された騎士竜で、リュウソウグリーンの相棒。武器はボディ右側面に装備されたナイトランス。
- タイガランスとミルニードルは他の3人より遅れて登場するため、流派が違うことを表現するために、シンプルでストレートなものではなく、本作品の世界観にいた恐竜ということとなった。キシリュウオーの玩具を手に取った子供が次に欲しくなるパーツセットとしてかなり細かく分散して余剰なく合体するものとなった。

ミルニードル
未発見の新種恐竜ニードルサウルスが強化された騎士竜で、リュウソウブラックの相棒。武器は背中の剣山のようなスパイク状のナイトニードル。

ディメボルケーノ
ディメトロドンが強化された騎士竜。リュウソウレッドによって召喚される。武器は背ビレ状のナイトファン。また、口からは2,000度以上の火炎ブレスや火炎トルネードを吐く。
ティラミーゴ同様、言語を理解し話すことも可能。「そもさん、汝に問う」と様々なクイズを出すが、「パンはパンでも、食べられるパンはなーんだ？」などの無茶苦茶なクイズを出し、間違えた者は「愚か者めが！」と灼熱の炎で灰にしてしまう。クイズに正解するには、ディメボルケーノの姿を恐れず、感じたままを答えなければならない。ミイラマイナソーのビームによって暴かれた本音は「みんなとただ話がしたいからクイズを出していた」というもので、ともにビームを撃たれたティラミーゴの本音も聞いたことで和解する。
モサレックスとはお互いを兄弟と呼び合っている。
- 「クイズ好き」という設定はギリシア神話の「スフィンクスのなぞなぞ」から来ている。
- 他の騎士竜や過去の恐竜モチーフの戦隊との差別化として、炎要素をまとまったキャラとなり、炎のメラメラを背ビレに落とし込んでいる。モサレックスが強化してスピノサンダーになることから、そこから逆算されてデザインされた。

モサレックス
モササウルスが強化された騎士竜で、リュウソウゴールドの相棒。武器は三つ叉の尾ナイトライデント（ナイトトライデント）。
ティラミーゴ同様、言語を理解し話すことも可能。かつてのリュウソウ族同士の抗争の経験から、コウたち陸のリュウソウ族を嫌っており、当初は彼らを信じるカナロやオトに彼らと関わることをかたくなに拒否していた。しかし、カナロの説得に応じて共闘した際、自分の知っている陸のリュウソウ族と違うと感じ、お試し期間として彼らを信用することにした。
ディメボルケーノとはお互いを兄弟と呼び合っている。
- スピノサンダーと同一の頭部となることから、その差別化として単体時のみ頭部の鶏冠が開閉するようになっている。
- 第15話のアクションはある恐竜映画と同じようなカット割りで表現している。

アンモナックルズ
アンモナイトが強化された2体の騎士竜。
- 古代生物モチーフにすることで、子供たちが遊ぶときに思い入れを持つようなものとなっている。

スピノサンダー
兄弟分であるディメボルケーノとモサレックス、そしてアンモナックルズが合体したスピノサウルスの姿をした合体騎士竜。全身で発電した刺々しい雷を開いた口や背中のナイトファンから放つ。
- モササウルスに顔が似ているスピノサウルスに変化させるために、大きな背ビレが必要となり、竜装ジョイントを活かす玩具合体が行える騎士竜であるディメボルケーノが選ばれた。

シャドーラプター
ヴェロキラプトルが強化された騎士竜で、リュウソウゴールドによって召喚される。武器は尻尾のクラヤミガンで、ブラックホールを生成し、ガスや毒など無形の危険物を吸引させる。
- シャインラプターとは同じモチーフで、闇と光で対になる存在のため、首の竜装ジョイントが左右逆であることを除けば、色違いの同一のデザインとなっている。

シャインラプター
ヴェロキラプトルが強化された騎士竜。武器は尻尾のカガヤキソード。味方のあらゆるダメージを輝きで修復することが可能。
- 劇中には未登場だが、玩具ではキシリュウオーやキシリュウネプチューンとの合体が可能となっている。バイザーは煌めいている光の要素を模した二つ目となっている。

コスモラプター
シャドーラプターとシャインラプターが合体した合体騎士竜。リュウソウレッドによって召喚される。宇宙のエネルギーを吸収することで特殊空間によるワープが可能。もともと宇宙のエネルギーによって作られた二つで一つの騎士竜で、6,500万年前にドルイドンに宇宙へ持ち去られていた。
- 合体してからの足の面などに宇宙要素を入れ、紫を彩色している。白と黒の2つの顔が合体しても1つの顔にならないため、バイザー状のパーツをそれぞれの顔にくっつけることで1つの顔として成立するようにデザインされた。

パキガルー&チビガルー
未発見の新種恐竜パキガルーサウルスが強化された親子の騎士竜で、リュウソウレッドが召喚する。武器は推進式の尾のナイトスラスター。
パキガルーの腹部にチビガルーが収納されている。ティラミーゴ曰く「最強と噂の大パイセン」で、チビガルーはティラミーゴ同様、人語を理解し話すことや、チーサソウルによって小さくなることも可能。
- 実際のモチーフはカンガルー。他とは違い、挿し色にカッパーを入れている。玩具では、ブースターを利用してパキガルー以外の騎士竜にもチビガルーを乗せられるようになっている。

プテラードン
プテラノドンが強化された、空の騎士竜。武器は氷の両翼ナイトエッジで、口から吐いた冷凍ブレスで大気中の冷気からつらら弾を錬成して攻撃する。
騎士竜が封印される際に宇宙へと逃れるが、封印されて小さな雛状の姿（ピットモード）になっていたため、飛べなくなって海底に沈んでいたところをオトによって助けられ、ピーたんと名付けられた。ティラミーゴ同様、人語を理解し話すことができる。
第31話にて、オトが封印を解く方法を模索してビルの屋上に立っていたところをワイズルーの攻撃で吹き飛ばされ、地面に激突しそうになったオトを助けようとピーたんが自力で封印を解き、本来の姿（プテラードン）に戻ってオトを救出し、彼女を通じてコウに自身のリュウソウル（ヒエヒエソウル）を渡した。封印したのはプリシャスであり、彼のことをひどく恐れている。
- 変形の流れは、プロデューサーの丸山が以前担当していた『ビーロボカブタック』を元にマスコットキャラクター的な立ち位置のピーたんがカッコ良くなる高低差を押し出している。ピーたんのお腹にあるリュウソウジャーのエンブレムを目立たせるために、内側からシルバー塗装をしている。『キョウリュウジャー』では翼竜モチーフが追加戦士として出ていたが、本作品では最後まで残して最終ロボにすることで1号ロボを陸の恐竜、2号ロボを海の恐竜、3号ロボを空の恐竜という流れになった。玩具で取り入れられたクリアパーツは次作の『魔進戦隊キラメイジャー』へと繋がり、ロボにクリア素材が全面的に打ち出された。

プティラミーゴ
ティラミーゴとプテラードンが合体した合体騎士竜。武器はナイトエッジとエネルギー弾。
- プテラードンのパーツによってティラミーゴの頭部にドラゴンのような角が生えるようになっている。

スペック
| 名称                       | 全高                        | 全幅                        | 全長                        | 重量    | スピード  | 出力        | 初登場     |
| -------------------------- | --------------------------- | --------------------------- | --------------------------- | ------- | --------- | ----------- | ---------- |
| ティラミーゴ               | - 44.0 m - 1.8 m[注釈 10]   | - 34.5 m - 1.4 m[注釈 10]   | - 68.0 m - 2.8 m[注釈 10]   | 2,350 t | 250 km/h  | 1,175万馬力 | 第1話[73]  |
| トリケーン                 | 8.5 m                       | 8.5 m                       | 44.0 m                      | 100 t   | 200 km/h  | 50万馬力    | 第1話[73]  |
| アンキローゼ               | 8.5 m                       | 8.5 m                       | 28.5 m                      | 100 t   | 150 km/h  | 50万馬力    | 第1話[73]  |
| タイガランス               | 17.0 m                      | 26.0 m                      | 48.0 m                      | 500 t   | 350 km/h  | 250万馬力   | 第4話[73]  |
| ミルニードル               | 22.0 m                      | 14.0 m                      | 40.5 m                      | 400 t   | 250 km/h  | 200万馬力   | 第4話[73]  |
| キシリュウオーフォートレス | 32.4 m                      | 42.1 m                      | 68.8 m                      | 2,550 t | 150 km/h  | 1,275万馬力 | 第7話      |
| ディメボルケーノ           | 23.1 m                      | 16.2 m                      | 54.0 m                      | 550 t   | 300 km/h  | 275万馬力   | 第11話[73] |
| モサレックス               | 16.0 m                      | 42.3 m                      | 89.1 m                      | 1,950 t | 120 kt    | 975万馬力   | 第14話[73] |
| アンモナックルズ[注釈 11]  | 6.1 m                       | 6.3 m                       | 13.2 m                      | 50 t    | 80 kt     | 25万馬力    | 第16話[73] |
| スピノサンダー             | 41.5 m                      | 28.5 m                      | 88.7 m                      | 2,600 t | 350 km/h  | 1,300万馬力 | 第17話[73] |
| シャドーラプター           | 21.3 m                      | 8.3 m                       | 36.3m                       | 250 t   | 350 km/h  | 125万馬力   | 第21話[73] |
| シャインラプター           | 21.3 m                      | 8.3 m                       | 38.0 m                      | 250 t   | 350 km/h  | 125万馬力   | 第21話[73] |
| コスモラプター             | 19.3 m                      | 16.3 m                      | 38.0 m                      | 500 t   | 350 km/h  | 250万馬力   | 第22話[73] |
| パキガルー&チビガルー      | 21.7 m                      | 15.4 m                      | 28.8 m                      | 300 t   | 250 km/h  | 150万馬力   | 第27話[73] |
| パキガルー                 | 21.7 m                      | 15.4 m                      | 28.8 m                      | 250 t   | 250 km/h  | 125万馬力   | 第27話[73] |
| チビガルー                 | 6.3 m                       | 4.1 m                       | 7.1 m                       | 50 t    | 300 km/h  | 25万馬力    | 第27話[73] |
| プテラードン               | - 29.4 m - 16.0 cm[注釈 12] | - 65.8 m - 15.0 cm[注釈 12] | - 47.8 m - 17.0 cm[注釈 12] | 2,350 t | マッハ1.0 | 1,175万馬力 | 第31話[73] |
| プティラミーゴ             | 44.5 m                      | 65.8 m                      | 71.7 m                      | 3,300 t | 800 km/h  | 1,650万馬力 | 第32話[73] |
| ディノミーゴ               | 44.0 m                      | 32.6 m                      | 74.3 m                      | 2,150 t | 250 km/h  | 1,075万馬力 | 劇場版[58] |
| コブラーゴ                 | 13.8 m                      | 8.5 m                       | 34.0 m                      | 100 t   | 150 km/h  | 50万馬力    | 劇場版[58] |

### ナイトロボ
騎士竜同士が単独・または複数でリュウソウルを頭部に冠して変形・合体した巨大な人型のロボ。
全ての騎士竜のボディに設けられた共通規格の竜装ジョイントによって、ボディパーツや竜装ウェポンの分離や接続が自在に可能となり、その特性が活かされており、竜装ウェポンを戦闘状況に応じて組み替えることが可能。
メインの操縦者となるリュウソウジャーが投げたナイトモードのリュウソウルが空中で巨大化したものがナイトロボの頭部となり、そのリュウソウルを介してリュウソウジャーがコクピットスペースに搭乗することでナイトロボが起動する。竜装合体を変更する際にはナイトモードのリュウソウルが剣を交えて交代する。エラス戦ではドッシンソウルとコスモソウルのナイトモードも確認されている。
- 戦隊ロボの新たな遊び方として、これまでの戦隊ではあまりやってこなかった分解、結合を前提としたブロック合体が取り入れられた[71]。ジョイント機構による組み合わせが考えられ、一つの商品の中でブロック遊びを多く楽しめるように、キャノン砲やドリルなど恐竜の身体に付随しない要素がセットにされた[71]。

#### キシリュウオー
第2話から登場。ティラミーゴが単独変形した勇猛のナイトロボ。頭部はナイトモードに覚醒したレッドリュウソウルを冠したものとなっている。
コクピットスペースは個別にあり、操縦は立った状態でコクピットスペース内のソードスロットにリュウソウケンをセットすることでメンバーの動きをトレースして動く。
身体の各部に設置された竜装ウェポンを「ジョイントチェンジ！」の掛け声で換装することが可能。武器はビーム弾を連射する両腕のミニガンで、背面部にジョイントされたテイルウィップを左腕に装備することでキシリュウオーテイルウィップとなり、ムチのようにテイルウィップを用いてテイルクラッシュを放つ。
必殺技はティラミーゴヘッドを右腕に装備してキシリュウオー噛みつきアームとなり、全ソウルを集中させたティラミーゴヘッドを相手に叩き込むティラダイナバイト。
- デザインは、キシリュウオーファイブナイツを従来の1号ロボのボリュームとすることで、キシリュウオーを逆算的に細くしている[72][80]。スリーナイツをメインに、引き算したものがキシリュウオー、足し算したものがファイブナイツとなった[9]。各ロボの頭部バイザーのモチーフはヒーローマスクで、バイザーの上がり下がりで差別化を図っている[9]。
- 当初から藤田洋平が演じることが決まっていたため、藤田は造形段階からフィッティングに参加した[80]。従来の戦隊ロボのスーツと異なり、足は高下駄式ではなく12センチメートル程度の厚底となっており、走行やジャンプを行ったり足をクロスさせることが可能となった[80]。

キシリュウオースリーナイツ
第1話から登場。キシリュウオーにトリケーンとアンキローゼが竜装合体した騎士竜の王たるナイトロボ。要塞形態キシリュウオーフォートレスに分離・変形することも可能。武器は右腕のナイトソードで、脚部にナイトソードを装備して繰り出すキックスラッシュや膝部にドリルを装備して高速回転した後に膝蹴りを叩き込むスピニングニーが得意技。
必殺技は3体の騎士竜のソウルを集中させてエネルギーを増幅させたナイトソードで相手を斬りつけるキシリュウオーファイナルブレード。
- 核をティラミーゴで補いつつ、トリケーンとアンキローゼをシンメトリーのように合体することで、1つのまとまった形状になるようにしている。フォートレスモードは、最大限に竜装ジョイントのバリューを広げるために、ロボや恐竜でもない3番目のシルエットの変化として考えられた。

キシリュウオータイガランス
第4話から登場。キシリュウオースリーナイツにタイガランスが竜装合体した疾風のナイトロボ。頭部はナイトモードに覚醒したグリーンリュウソウルを冠したものとなっている。右腕に装備したナイトランスと両脚膝側面のナイトブースターを使った高速戦闘を得意とする。
必殺技は右腕のナイトランスに4体の騎士竜のソウルを集中させて相手を斬り裂くタイガーソニックランサー。

キシリュウオーミルニードル
第5話から登場。キシリュウオースリーナイツにミルニードルが竜装合体した威風のナイトロボ。頭部はナイトモードに覚醒したブラックリュウソウルを冠したものとなっている。両手のナイトメイスを使ったパワー戦闘を得意とする。
必殺技はナイトメイスを振り下ろして相手を叩き潰すニードルクラッシャー。
- アクションは、力士をイメージしている。

キシリュウオーファイブナイツ
第6話から登場。キシリュウオースリーナイツにタイガランスとミルニードルが竜装合体した騎士竜の王たるナイトロボ。武器はティラミーゴヘッドが変化したナイトシールドとナイトランスで、ナイトシールドから雷を放つティラノバーストや右肩からのトリケーンカッター、左肩のキャノン砲から放つアンキローゼショットやナイトランスで敵を斬るタイガースラッシュ、ドリルと胸部のミルニードルで敵を攻撃するニードルアタックを得意技とする。
必殺技は合体させた5体の騎士竜エネルギーを胸部のビーム砲からソウルビームを発射するキシリュウオーファイナルキャノン、5体の騎士竜のソウルから出現した4体の魔法アバターのキシリュウオーとともに5体のナイトロボが一斉に相手を斬りつけるファイブナイツアルティメットスラッシュ、空高く飛んで敵を上空から急降下してナイトランスで貫くファイブナイツドロップストライク、テイルウィップやミニガン、ドリルなどをナイトランスにジョイントさせて合体させた巨大な剣から超巨大な斬撃を放つファイブナイツインフィニティブレイク。
- スーツとしての動きを加味した、余剰を前提としたまとまりを有するラインとなった。
- アクションは、例年の1号ロボを意識しつつ、軽快な動きとなっている。

キシリュウオートリケーン
第9話から登場。キシリュウオーにトリケーンとアンキローゼが竜装合体した叡智のナイトロボ。頭部はナイトモードに覚醒したブルーリュウソウルを冠したものとなっている。
右腕にドリル、右肩にミニガンが合体している。必殺技は胸の角と右腕のナイトソードを伸ばして同時に2体の相手を貫くトリケーンストライク。
- アクションは、スリーナイツとの差別化でクールな騎士をイメージしている。

キシリュウオーアンキローゼ
第10話から登場。キシリュウオーにトリケーンとアンキローゼが竜装合体した剛健のナイトロボ。頭部はナイトモードに覚醒したピンクリュウソウルを冠したものとなっている。
武器は左腕に装備されたナイトハンマーで、竜装ジョイントにミニガンとドリルが合体している。必殺技は左腕のナイトハンマーを巨大化させて相手を殴りつけるアンキローゼボンバー。
- アクションは、リュウソウピンクのスーツアクターである下園愛弓をイメージしている。

キシリュウオーディメボルケーノ
第12話から登場。キシリュウオーにディメボルケーノが竜装合体した炎のナイトロボ。頭部はナイトモードに覚醒したメラメラソウルを冠したものとなっている。武器は右手のナイトメラメラソードと左手のナイトファン、両肩のボルケーノキャノン。
必殺技は両手の武器に2体の騎士竜の熱血ソウルを集中させて炎のナイトメラメラソードで敵を斬るボルケーノスラッシュ。
- ディメロドンの要素である大きなヒレを出し惜しみなく剣と楯に変形させるものとなった。
- 『忍者戦隊カクレンジャー』の無敵将軍の火炎将軍剣のようにナイトメラメラソードに実際に火を付けている。

キシリュウオーコスモラプター
第22話から登場。キシリュウオーにコスモラプターが竜装合体した勇猛の宇宙ナイトロボ。頭部はナイトモードに覚醒したコスモソウルを冠したものとなっている。武器は右手のカガヤキソードと左手のクラヤミガン。コスモラプターの空間移動能力で、宇宙や電子空間、死後の世界などの異空間での戦闘が可能。
必殺技はクラヤミガンに2体の騎士竜の超合体ソウルをチャージさせてカガヤキソードで撃ち出すキシリュウオーコズミックブレイカー。
- 顔はシャドーとシャインを掛け合わせたようなものとなっている。

キシリュウオーパキガルー
第27話から登場。キシリュウオースリーナイツの両腕にパキガルーとチビガルーが竜装合体した大地のナイトロボ。頭部はナイトモードに覚醒したドッシンソウルを冠したものとなっている。武器は両手のナイトグローブ。
必殺技は右拳のナイトグローブに5体の騎士竜の不屈のソウルを集中させてナイトスラスターを着火させてパンチと共にチビガルーを発射して敵に打ち込むブーストブレイクブロー。
- アクションは、『あしたのジョー』をイメージしている。初登場の戦闘では、佛田の提案により、電柱などをリングにしたボクシングスタイルのものとなった。また、従来はパンチで火花を散らせるところを、佛田の提案により汗をイメージした水を噴出させている。

キシリュウオージェット
第32話から登場。キシリュウオーの両腕にパキガルーとチビガルー、背中にプテラードンが竜装合体した天空の王たるナイトロボ。頭部はナイトモードに覚醒したレッドリュウソウルを冠したものとなっている。武器は両手のナイトグローブと背中のナイトエッジ。膝の竜装ジョイントにドリルを装着して膝蹴りを行う。
必殺技は両拳のナイトグローブに4体の騎士竜による衝天のソウルを集中させて左のファイヤーパンチ、右のフリーズパンチを連打して発射したエネルギー弾と共に発射したチビガルーのラッシュを浴びせるキシリュウオーブリザードインフェルノ。
- アクションは、ムエタイを意識している。

キシリュウオーファイブナイツブルー
第38話に登場。キシリュウオーファイブナイツのバリエーションで、頭部はナイトモードに覚醒したブルーリュウソウルを冠したものとなっている。

キシリュウオーファイブナイツブラック
第42話に登場。キシリュウオーファイブナイツのバリエーションで、頭部はナイトモードに覚醒したブラックリュウソウルを冠したものとなっている。左肩にミルニードルヘッドが装備され、タイガランスの尻尾をタイガーブーメランにして飛ばす。
必殺技はファイブナイツブラックアルティメットスラッシュ。

スペック
| 名称                                 | 全高                          | 全幅   | 胸厚   | 重量    | スピード  | 出力        | 初登場     |
| ------------------------------------ | ----------------------------- | ------ | ------ | ------- | --------- | ----------- | ---------- |
| キシリュウオー                       | - 50.0 m - （肩上まで61.5 m） | 33.0 m | 37.5 m | 2,400 t | 300 km/h  | 1,200万馬力 | 第2話      |
| キシリュウオースリーナイツ           | - 50.0 m - （肩上まで61.5 m） | 50.0 m | 37.5 m | 2,600 t | 350 km/h  | 1,300万馬力 | 第1話[81]  |
| キシリュウオータイガランス           | - 50.0 m - （肩上まで61.5 m） | 50.0 m | 28.0 m | 2,750 t | 400 km/h  | 1,375万馬力 | 第4話      |
| キシリュウオーミルニードル           | - 50.0 m - （肩上まで51.0 m） | 50.0 m | 30.0 m | 2,650 t | 300 km/h  | 1,325万馬力 | 第5話      |
| キシリュウオーファイブナイツ         | - 50.0 m - （肩上まで57.1 m） | 62.0 m | 37.3 m | 3,150 t | 400 km/h  | 1,575万馬力 | 第6話[81]  |
| キシリュウオーディメボルケーノ       | - 50.0 m - （肩上まで64.6 m） | 33.2 m | 33.8 m | 2,700 t | 350 km/h  | 1,350万馬力 | 第12話[81] |
| キシリュウオーコスモラプター         | - 50.0 m - （肩上まで53.5 m） | 42.8 m | 37.5 m | 2,800 t | 400 km/h  | 1,400万馬力 | 第22話[81] |
| キシリュウオーパキガルー             | - 50.0 m - （肩上まで61.5 m） | 50.0 m | 37.5 m | 2,700 t | 300 km/h  | 1,350万馬力 | 第27話[81] |
| キシリュウオージェット               | - 50.0 m - （肩上まで53.2 m） | 65.8 m | 34.1 m | 3,450 t | マッハ1.2 | 1,725万馬力 | 第32話[81] |
| キシリュウオーファイブナイツブルー   | - 50.0 m - （肩上まで57.1 m） | 62.0 m | 37.3 m | 3,150 t | 400 km/h  | 1,525万馬力 | 第38話     |
| キシリュウオーファイブナイツブラック | - 50.0 m - （肩上まで57.1 m） | 62.0 m | 37.3 m | 3,150 t | 400 km/h  | 1,575万馬力 | 第42話     |

#### キシリュウネプチューン
第16話から登場。モサレックスにアンモナックルズ2体が竜装合体した栄光のナイトロボ。頭部はナイトモードに覚醒したゴールドリュウソウルを冠したものとなっている。スピードに秀で、海水の抵抗を受けることなく水中戦も得意とする。
操縦は立った状態で、コクピットスペースでモサチェンジャーやモサブレードを手にしたゴールドの動きをトレースして動く。なお、コクピットスペースにはソードスロットがない。
武器は右手に装備したナイトトライデントと両拳のパンチ魚雷アンモナックル。
必殺技は3体の騎士竜の怒涛のソウルを集中させたナイトトライデントを回転させて敵を貫くキシリュウネプチューントルネードストライク。
- モササウルスモチーフのため、それを最大限に活かして『ジュラシック・ワールド』のようにリュウソウルにモサレックスが食い付いて、回転して口を開くことで顔が現れるものとなった[9]。竜装ジョイントがバラバラになって合体するという機構を活かして、アンモナックルズが拳になるものとなった[9]。

ギガントキシリュウオー
第18話から登場。レッドとゴールドの「ソウルをひとつに！」の掛け声と共にキシリュウオーにディメボルケーノ、モサレックスが竜装合体した陸海の王たるナイトロボ。頭部はバイザー防護が施されたナイトモードに覚醒したレッドリュウソウルを冠したものとなっている。武器は両肩のボルケーノキャノン。瞬時にホバーダッシュで接近し、両足ナイトボーダーで連続で回し蹴りを叩き込むギガントサンダーキックやボルケーノキャノンから巻き起こす炎の竜巻ギガントファイヤーストームを得意技とする。
必殺技は3体の騎士竜による奇跡のソウルを集中させた両腕の紅蓮の炎をまとったティラミーゴヘッドと黄金の雷をまとったモサレックスヘッドを連続で叩き込むギガントダブルバイト。
- 従来の1号ロボと2号ロボの合体のようにボリューミーになるのではなく、玩具の利点であるブロック合体によってキシリュウネプチューンをバラバラにしてスピノサンダーがキシリュウオーに合体するため、タイトなラインとなった。また、陸と海の違う種族が合体するため、ディメボルケーノの尻尾パーツが胸で開き、赤と青の色味が真ん中から左右に分割することで2体の恐竜が混ざったスーパー合体らしさを出している。頭部はレッドリュウソウルだが、頭部の意匠を変えるため、ディメボルケーノの武装が開いて兜になることでリュウソウルに紐付かせない形となった。90度回転させたモサレックスのヒレを足の裏の下駄パーツにすることでキシリュウオーの爪先のラインと揃わせている。

キシリュウネプチューンシャドーラプター
第21話から登場。キシリュウネプチューンにシャドーラプターが竜装合体した闇のナイトロボ。頭部はナイトモードに覚醒したクラヤミソウルを冠したものとなっている。武器は左手のクラヤミガン。
必殺技はクラヤミガンに3体の騎士竜の渦巻くソウルを集中させて、敵を生成した巨大なブラックホールの中に送り込んで暗黒の中に葬り去るキシリュウネプチューンブラックホールキャノン。
- 劇中では初めて銃の手持ち武器となっており、シャインの剣と対になっている。バイザーはシャープな目でダークな雰囲気となっている。

キシリュウネプチューンコスモラプター
第24話から登場。キシリュウネプチューンにコスモラプターが竜装合体した栄光の宇宙ナイトロボ。頭部はナイトモードに覚醒したコスモソウルを冠したものとなっている。武器は右手のカガヤキソードと左手のクラヤミガン。エラス戦ではナイトメラメラソードを右手に装備して戦った。
必殺技はカガヤキソードに2体の騎士竜の超合体ソウルをチャージさせ、クラヤミガンで撃ち出すキシリュウネプチューンコズミックブレイカー。

スペック
| 名称                                   | 全高                          | 全幅   | 胸厚   | 重量    | スピード | 出力        | 初登場     |
| -------------------------------------- | ----------------------------- | ------ | ------ | ------- | -------- | ----------- | ---------- |
| キシリュウネプチューン                 | - 50.0 m - （肩上まで54.1 m） | 36.2 m | 15.4 m | 2,100 t | 400 km/h | 1,050万馬力 | 第16話[81] |
| ギガントキシリュウオー                 | - 63.0 m - （肩上まで72.0 m） | 33.2 m | 30.6 m | 4,500 t | 400 km/h | 2,250万馬力 | 第18話[81] |
| キシリュウネプチューンシャドーラプター | - 50.0 m - （肩上まで54.1 m） | 36.2 m | 18.3 m | 2,250 t | 400 km/h | 1,125万馬力 | 第21話     |
| キシリュウネプチューンコスモラプター   | - 50.0 m - （肩上まで54.1 m） | 36.2 m | 15.4 m | 2,500 t | 400 km/h | 1,250万馬力 | 第24話     |

#### ヨクリュウオー
第31話から登場。プテラードンが単独で竜装合体した氷のナイトロボ。頭部はナイトモードに覚醒したヒエヒエソウルを冠したものとなっている。
第44話ではオトが生身の状態で搭乗し操縦していた。
武器は背中の翼ナイトエッジと右手のヒエヒエクロー。氷河期バトルフィールドを胸のプテラードンヘッドから放った強力な冷気に作り替える。エラス戦では、左手にナイトメイス、右手にナイトランスを装備した。
必殺技はヒエヒエクローに冷厳なソウルを集中させ敵にぶつけるヨクリュウオーブリザードクローストライクと、胸部の嘴から強烈な冷気を放射し敵を凍らせるヨクリュウオーブリザードストーム。
- 他のロボでは使われなかったブルーと白のカラーリングにすることで、爽快な組み合わせにしている[9]。玩具では、竜装ジョイントがキシリュウオーと極力同位置に設けられているため、キシリュウオーのパーツをそのまま合体させることが可能となっている[9]。

キングキシリュウオー
第35話から登場。ティラミーゴ、モサレックス、プテラードンが竜装合体した地球の王たるナイトロボ。頭部はバイザー防護が施されたナイトモードに覚醒したレッドリュウソウルを冠したものとなっている。
過去にドルイドンとの戦いでこの形態で戦ったが、大陸のほぼ半分を焼き尽くすほどの想像を絶する破壊力を恐れて、モサレックスは深海へと去っていき、それ以降はこの合体は禁忌とされ、その合体を封印されていたが、現在において6人が試練の断崖を克服するほど成長したため、その封印が解かれた。
武器は右腕のモサレックスヘッドと左腕のティラミーゴヘッド、胸部のプテラードンヘッドから発射する超弩級ビームブレス。
必殺技は全身に3体の騎士竜による究極のソウルを漲らせつつ、進化系統樹のように現れたすべての騎士竜から受け継いだエネルギーを一斉に撃ち放つキングキシリュウオービックバンエボリューション。
- ギガントキシリュウオーをベースにティラミーゴのギミックを利用して上半身をヨクリュウオーのものと取り替えている。

スペック
| 名称                 | 全高                            | 全幅   | 胸厚   | 重量    | スピード  | 出力        | 初登場     |
| -------------------- | ------------------------------- | ------ | ------ | ------- | --------- | ----------- | ---------- |
| ヨクリュウオー       | - 50.0 m - （翼の上まで53.2 m） | 65.8 m | 27.7 m | 2,400 t | マッハ1.0 | 1,200万馬力 | 第31話[81] |
| キングキシリュウオー | - 58.4 m - （翼の上まで60.8 m） | 65.8 m | 35.2 m | 5,150 t | マッハ1.5 | 2,575万馬力 | 第35話[81] |

## 戦闘民族ドルイドン
かつてリュウソウ族とともに地球に住んでおり、地球の覇権を握るために地球征服を企んで戦いを繰り広げていた邪悪な戦闘民族ドルイドン族の末裔。巨大隕石の衝突が起きた6500万年前に戦いを中断して地球を捨て、宇宙に脱出していた。その後、約300年前にも地球に少数のドルイドンが来たが、長い歳月を経て過酷な宇宙の環境の中で極限まで戦闘能力を高めて進化し、改めて地球に帰還し、地球の支配者を主張して本格的な侵略を開始する。
- 従来のスーパー戦隊の敵は地球を汚すなどの悪や絶対悪が多いが、絶対悪は本質的に存在せず、正義がそれぞれの中にあり、それぞれの正義の中に生きているため、あえて人類の立場を描かず、リュウソウ族対ドルイドンや、リュウソウ内部の争いの図式の中でそれを描こうと思い、その答えのようなものとしてすべての源であり、宗教における神のような存在であるエラスが設定された[20]。
- ドルイドンとマイナソーでは、デザインコンセプトを分けており、ドルイドンは人間や怪人っぽさを出し、チェスの駒をモチーフとしており、鎧が共通コンセプトとなった[90][91]。また、武器の形状もチェスの駒の形状をイメージしており、幹部とドルン兵のバックルもチェス盤と各駒の動きを表している[90]。
- 本作品の敵は、従来のように組織の基地や住居のようなものが存在しないが、『特捜戦隊デカレンジャー』のエージェント・アブレラとは違って組織の舞台はないが組織そのものは存在するため、スケール感を出すためにアクションに走ることでスーパー戦隊の醍醐味を出している[51]。

エラス
ドルイドンの生みの親で、属性はクイーン型モンスター。厳密にはドルイドン族でもリュウソウ族にも与せず、地球上のすべての生物の起源でもある「生命の母」で、地球の意思の代行者のような存在であり、分類もエラスとされている。プリシャス曰く「ドルイドンの母」。当初は、地球と繋がった赤紫色の血管のようなものに囲まれた、白と灰の市松模様の球体状の外見をしている。
新たなドルイドンの幹部などの生命を生み出す能力を持っており、短時間で複数の個体を生成することができる。実際にはリュウソウ族にとっても生みの親に当たる。
太古のリュウソウ族が巨大隕石による全滅を免れた後、ドルイドンを生む能力を恐れられたことでリュウソウカリバーの力によって封印され、始まりの神殿の地下深くに位置する神殿に結界を張って鎮座していたが、現代のリュウソウジャーはおろかクレオンでさえも終盤までその存在を知らなかった。自身には結界を張っているため、他人は直接攻撃することができない。
セトーの判断でリュウソウカリバーが抜かれたことにより封印が解除されて蘇り、地球に根を張りそのエネルギーを取り込むことを画策。その後、プリシャスを吸収して融合し、完全体へと変貌を遂げ、地球を傷付ける者であるリュウソウジャーを含む全生物を駆逐するために世界中の人々を不気味な光で眠らせて幸せな幻を見せて、失敗も絶望も争いもない偽りの世界の夢を見せたまま、光の触手で捕縛して奪った生命エネルギーを養分として利用して地球を創り直そうとするが、リュウソウジャーにその世界を否定され、彼らの排除を決断する。全てのナイトロボを合体解除に追い込んだが、騎士竜のパワーを乗せたリュウソウカリバーの攻撃を胸に受けて等身大まで弱体化。その後コウの生命エネルギーを吸収したが、残された5人の6本の剣の攻撃で胸の傷に致命傷を受けた上、コウの意識との対話で自身がもはや地球には不要な存在であると悟ったため、プリシャスと分離した後、滅びていった。
- 企画当初では、宇宙からやってきたドルイドンのクイーンという設定で、知恵はあるが協調性のない強い個々の一匹狼の集団であるドルイドンを束ねればもっと強くなるという考えを持つものであったが、その設定がエラスとプリシャスに分裂したものとされた。
- 球体時は地球から生えているという設定だったため、下から生えているのではなく、上から植物の根のようなものが垂れ下がっているようにし、半透明の市松模様の丸いものがコアの周囲を回っているのは、ドルイドンのバックルのモチーフになっている。完全体は球体時の逆算でデザインされ、当初はエラスを取り込んだプリシャスが強化するというもので、プリシャスがバナナの皮のように上から剥けて、赤い体が中から出てくるというデザインコンセプトのため、腰からぶら下がった銀のパーツはプリシャスの剥けて裏返った上半身、顔は市松模様の抜けて真っ白になり、少し形の変わったプリシャスの顔をイメージしている。「何かを胸の窪みに嵌めて倒す」というオーダーのため、胸に丸い窪みをつけ、そこから縦・横・斜めに放射線状の赤い枠をクイーンの駒の動きのように広げている。ただし、ドルイドンのバックルが付けられなかったため、膨らんだエラスの市松模様のように光っていた部分が枠からはみ出して筋肉のように見えるようにして目立たなくさせることで整合性を持たせている。また、デザインを担当した久が自身の連載漫画の最終回の敵が必ずテリジノサウルスを使用していたため、長い首に3本の長い爪をつけてテリジノサウルスのような見た目にすることで怪獣っぽいシルエットにしている。

タンクジョウ
ドルイドンのルーク級幹部。自身をドルイドン最強と謳う豪快な性格の武人。
頑丈な身体を持ち、大剣ルークレイモアを武器とする。肩からカプセル状に貯め込んだ地震エネルギーを蓄えて体内に取り入れて自らの意思で巨大化も可能で、チャージしたエネルギーを胸部中央の大型砲台から強力なエネルギー弾キャスリングランダーを撃ち出す。後述の復活の際にはカプセルに充填した火山性の可燃ガスを吸収して戦っている。
一度はキシリュウオーミルニードルに敗北するが、すぐに復活した。その後、一気に地震エネルギーを放出させて地上を蹂躙し支配しようとしたが、キシリュウオーファイブナイツのアルティメットスラッシュに敗れる。最後の足掻きとして、半径10キロメートルを巻き込んで自爆しようとするもプクプクソウルで膨らまされ、宇宙空間まで飛ばされる。最期はキシリュウオーファイナルキャノンを受けて爆発した。
死人が蘇るなどの奇妙な現象が街で起こる最中で復活したが、再びリュウソウジャーに倒される。
- モチーフはルークで、戦車と城が入っている。「分かりやすく強そうでマッチョな敵」というオーダーだったため、城の城壁のような身体に、胸には戦車の大砲を付けている。肩の後方にはバーニアをイメージした城の塔が付いている。武器はチェスのルークの駒をイメージしている。当初は、ボリュームのある下半身という前提だったため肩を大きくしていたが、実際には下半身が小さくなってしまったため、バランスが悪くなってしまったという。

ワイズルー
ドルイドンのビショップ級幹部。第7話より地球に来訪した。
自称「孤高 至高 怒濤のグレイテスト エンターティナー！ ワイズルー！」。「○○オブ○○」が口癖のコミカルで陽気な言動を見せる。武器は銃杖ステッキラーで、必殺技は特殊なフィールド内に雨のようにビームを降らせるチェックメイトデショータイム。
アイガードを上げることで催眠術を操り、人々を奴隷にして、リュウソウジャーを扇動させて襲わせるなど、タンクジョウとは逆に前述の言動とは裏腹に卑劣で残忍な性格で、狡猾で壮大な作戦を好む策略家。派手好きで目立ちたがり屋なナルシストでもあり、自身の名乗りや決め台詞を他人に真似されると「被るのは嫌い」と憤慨する。一方でクレオンとは非常に良好な関係を築き上げたり、満身創痍のプリシャスに対して（今まで自分を道具のように扱っていた相手であるにもかかわらず）「これ以上観客（仲間）が減るのは辛い」と手を差し伸べるなど、ドルイドンの中では最も人情味を見せる面もある。意思を持つ分身体を生み出し、個別に行動させることや人間（主に女性）に変装すること、巨大化させることが可能。
プリシャスに心臓を奪われた際は、当初はいつ殺されるかわからないスリルを味わうために敢えて服従しなかったが、そもそも心臓がないためにときめきを味わえず、プリシャスから心臓を取り戻そうとするも失敗。やむなく彼の指示に従い、リュウソウジャーの始末に赴く。第42話で、リュウソウレッドとの一騎打ちの末に敗れる。
しかし、実は生存しており、その後は独自にエラスの調査を行っていた。リュウソウジャーとエラスの最終決戦を見届けた後、クレオンの能力に興味を示し、彼やプリシャスと共にクレオンの故郷の星へと旅立った。
- タンクジョウとは真逆に、細身のスマートなシルエットにしている。監督の坂本の意向で、『グレイテスト・ショーマン』のヒュー・ジャックマンのイメージとなっているため、モミアゲが付いており、催眠術を使用するため、帽子のツバを触って目を出す決めポーズをするため、シルクハットのような頭にしており、帽子を上げることで目が出るようにするため、帽子とガードを繋げている。タンクジョウが鎧だったのに対し、軽装で礼服やタキシードのイメージでまとめている。ビショップが僧侶のため、腹部のアーマーの隙間や、帽子のアイガードや膝など身体の至るところに十字架の雰囲気を付けている。武器は、タンクジョウが剣だったため銃となったが、坂本の意向でステッキということになり、握りがビショップの駒の形状となったステッキ型の銃となった。デザイン画では顔の部分にスーツアクターの顔が入る想定だったが、造形では首の部分にアクターの顔が入った。スーツアクターを務めた草野伸介は、スーツの顔とボディが一体化していたため目線の芝居が難しかったことを語っている。
- 草野は、監督の上堀内佳寿也から「ワイズルーは性別を超越している」と伝えられ、男女問わず美しさを取り込んでいった結果そうなったものと解釈している。草野は、初登場した第7話の時点では映画『グレイテスト・ショーマン』をイメージしていたが、最終的にはフレディ・マーキュリーのイメージとなり、杖をマイクスタンドに見立てるなどしている。

ガチレウス
ドルイドンのルーク級幹部。第14話より地球に来訪した。
両腕のスクリュークローと両肩のガチレイド砲を武器とし、頑強な身体の持ち主で、多少の攻撃では躱すことなく、そのまま受け流している。弱点である右胸を破壊されると自己防衛機能が働き、結晶強外殻に身を包み、エネルギーを開放することで巨大化し、超強化する能力を持つ。水中ではフィン型に合体させた両脚部によってスクリュークローを開放した水中戦闘形態に変形させることも可能。
冷徹な性格で、必要最低限の言葉しか話さず、極力無駄を省こうとする会話をするため、相手の話に対して「なぜ？」と返すため、取り合おうとはせず、会話が跳ねない。また、人使いは極めて荒い。その一方で、負けず嫌いな一面もあり、リュウソウジャーとの戦闘中などの場面で退避するのを「『逃亡』ではなく『回避』だ」と主張しており、第27話ではワイズルーと言い争いをしていた。
第16話で、キシリュウネプチューンのトルネードストライクに敗れるが、第27話にて爆死する直前に小さなエネルギー体となって、宇宙に逃げて生き延びていたことが判明する。
プリシャスに対しては心臓を奪われたために表向きはおとなしく従っているが隙を見て、心臓を取り戻そうと機会を伺っていた。しかし、プリシャスからの最後通告を受け、リュウソウジャーを倒すのに成功すれば、自分の心臓を返すという条件で、カリブディスマイナソーを自ら生み出して臨むも敗北。プリシャスに巨大化させられ、キングキシリュウオーと対峙し、倒された。
- 当初からカナロとモサレックスに倒されるという設定だったため、海中戦をするということで海モチーフということになり、融通が利かない堅物キャラのため、海軍の将軍のようなデザインとなった。フリンジのようなパーツが肩についていたり、白い身体に金のダブルのボタンが並んでいるなど旧日本海軍の制服をイメージしている。カイゼル髭やイギリスの提督などが被っている帽子など軍人を意識している。赤とグレーの肩は軍艦、赤と青の脚は潜水艦の配色を意識している。また、帆船の帆のような腿のチェック部分など船モチーフを入れている。タンクジョウ同様、ルークをモチーフとしているため、その対比として肩に大砲を付け、潜水艦の外装の白いタイル状の全身にしている。

ウデン
ドルイドンのビショップ級幹部。第33話に登場。サデンと瓜二つの姿をしている。
ワイズルーとは正反対に極端に無口な性格。しかしその腕はワイズルーも「（認めたくはないが相変わらず）腕は立つ」と一目置くほど達者である。
術によって左胸のバックルを入り口とする体内に特殊な迷宮を備えており、そこに剣から放った光で捕らえた敵を閉じ込めてそこに潜む自身の分身と戦わせることで使った技と力を吸収して消耗させる力を持ち、その技をコピーすることが可能。
その能力でナダ以外のリュウソウジャーをすべて閉じ込めるも、ナダの命を懸けた反撃によりコウが迷宮から脱出。さらに覚醒したマックスリュウソウレッドのエバーラスティングクローを受け、爆散した。
- 同じビショップのワイズルーが十字架モチーフだったため、こちらは頭部は虚無僧をモチーフとしている。肩の十字架は手裏剣をイメージしている。マスクの中の素顔もデザインされているが、劇中では披露されなかった。横幅を持たせた腰や肩にすることで錯覚によってくびれて見えるようにデザインされたが、造形では細身にならなかった。また、デザイン画ではバックルを窪みに嵌めていたが、サデンと左右を反転させる都合から造形では窪みはなくなっている。

プリシャス
ドルイドンのナイト級幹部。第34話より登場。自らを「ドルイドンを束ねる者」と称する。液体金属状にすることが可能な肉体の超再生ボディを持ち、第45話では右手を斬り落とされるも、すぐに再生した。2本のショートソードを合体させた薙刀双剣プリシャスラッシャーをメイン武器とする。
約300年前にリュウソウカリバーによって封印されたドルイドンの母・エラスの封印を解かせようと計略し、リュウソウカリバーをリュウソウ族に地球侵略の脅威を与えて引き抜かせるために、宇宙に潜伏していたタンクジョウたちを呼び寄せた。
封印のカードに相手の心臓や必殺技を奪って自分のものにする能力を持ち、第34話ではエバーラスティングクローを模倣した。また、来訪直後にワイズルーとガチレウスの心臓を封印のカードを用いて奪い取り、彼らを強制的に服従させるが、クレオンのように心臓を持たない者には効果がない。
冷酷な性格で、自分の意向に従わない（あるいは異を唱えようとする）者に対してはカードに封印した心臓を握り潰す素振りを見せて服従させる。また用心深い一面もあり、自身を中心とする部隊を結成する際、強い力を持つと、欲に駆られるとして（マスターブラックが変装した）サデンを含めた部下たちの心臓をカードに封印して掌握していた。プテラードンを封印した張本人である。その後ドルイドンとの決着をつけるべく乗り込んできたリュウソウジャーの猛攻の前に、再生能力が追い付かず追い詰められる。それでもなお、エラスから聞かされたドルイドンの使命のもとにリュウソウジャーを駆逐すると決意を語るも、ワイズルーと共に帰還したクレオンに「エラスは地球を支配しようとしたドルイドンをも始末しようとしている」と告げられ、愕然。ワイズルーに「もう終わりにしよう」と手を差し伸べられるも、その直後にエラスに依り代として肉体を吸収された。エラスが滅びたことで解放され、ワイズルーとクレオンに強制的にクレオンの星へと連行された。
- プロデューサーの丸山は、上述のようにエラスの初期設定が分裂したものであり、女性の声優に依頼したが、ラスボスになることから女性はどうかという意見もあったが、朴の演技によって盛り上がったと語っている。
- 当初は、王子様のようなイメージでデザインされたが、他と似ていることから描き直しとなり、首回りのギザギザした襞襟のようなパーツのみを残して『ポケットモンスター』のミュウツーや『ドラゴンボール』のフリーザのようにシンプルで小さいが強そうなキャラという方向性になったが、シンプルではゴージャスに見えないため、全身をメタリックに光らせてうねった液体金属が人間型になっているというイメージでまとめられた。だが、スーツアクターが背が高い藤田になったり、各部の先端が赤くなったためシンプルではなくなったが、造形の段階でマッチョにアレンジされている。幹部の共通パーツであるバックルは腰に巻けないため、ショルダーホルスターのように肩に巻いている。馬の顔のような剣の持ち手は、チェスのナイトの駒の形となっている。

サデン
ドルイドンのビショップ級幹部。第41話より登場。
第33話に登場したウデンと瓜二つの姿をしており、プリシャスの片腕と目されている。落ち着いた性格で口達者であるが、戦闘になるとリュウソウジャーが盾になって守ることを見越して一般人に攻撃を加えるなど、横暴で卑劣な一面を見せる。左腕から連射する刺弾が武器で、素早く鋭い斬撃を放つ。
本物のサデンは300年前、マスターブラックによって倒されており、リュウソウジャーの前に現れたサデンはマスターブラックが成り代わっていたことが判明する。
- ウデンのデザインのバックルと襷を左右反転させ、色を変えている。

ガンジョージ / ガンジョージII
ドルイドンのナイト級幹部。頑丈な装甲と、胸のガトリング砲を連射するガンガンショットと呼ばれる技を持ち、取り込んだエネルギーカプセルで自ら巨大化することが可能。
エラスによりプリシャスの弟として生み出された。たとえ、脅されても「プリシャス様のためなら本望」と発言するなどプリシャスに対して従順で、彼の守護を我が身よりも優先する。
IIは暴走させたエネルギーカプセルで自爆しようとしたところをサデンに撃破され、ガンジョージもメルトたちのディーノスラッシュにより撃破された。
退場直後のテレビ朝日の公式ウェブサイトでは当初ルーク級幹部と誤植された。
- 残ったチェスの駒であったもう1人のナイトとしてデザインされ、鎧のキャラということとなったが、色は赤が使えず、緑もクレオンと重複することから、騎士のような色ということでバチカンのスイスガード（衛兵）をイメージしたものとなり、派手目の色を塗ることで銀色の甲冑との対比になっている。

ヤバソード
ドルイドンのキング級幹部。全身を刃の鎧で覆い、左腕の小刀と右腕の大太刀を振るって生み出したエネルギーの大渦で自ら巨大化することが可能。
学習がなされていなかったことから生まれたばかりのころは子供のような振る舞いを見せ、本能のままに暴れて破壊の限りを尽くす。当初はエラスによりプリシャスの部下として生み出されるも、エラスの意志を受け暴走しリュウソウ族もドルイドンも倒そうとする。一度はプリシャスにより心臓を奪われ拘束されるも、再び暴走。プリシャスにより心臓諸共破壊される。
しかし、エラスが人々に見せている夢から覚醒した者を排除するために再び生み出されたが、キングキシリュウオーに踏まれて倒される。
- デザインは以前にマイナソーとして考えられていたものの流用で、肥大化させた日本刀の柄巻きを甲冑のようにしている。当初は、両手を剣にする予定だったが、武器として剣を持たせるため、左手は肘に刃をつけている。キングのため、頭には王冠のようなものを付けて、編みこんだ柄巻きで顎髭のようにしている。プリシャスから離反した際に胸のドルイドンのマークが消える予定だったため、自分でマークを削り取るイメージとして胸に十字傷を入れたが、実際に劇中では剥がすものとなった。

クレオン
ドルイドンの尖兵。厳密にはドルイドン族ではなく、他星で生まれた異星人である。属性はスライム型モンスター、分類はキノコ目クレオン科。
体から出した緑色の体液を物体や人間の口に飲ませることで、マイナソーを生み出す力を持つ。本来は肉体といえる形状がないゲル状の体のため、自らの体を液状化させて傷ついた身体をすぐに復元させたり、相手の物理攻撃を回避したり、一瞬で遠く離れた場所に移動することもできるが、攻撃力は皆無のため、戦闘から逃げ出すことが多い。大きなフォークが専用武器で、地獄突きを得意技とする。
タンクジョウやワイズルーに対しては表では反抗せずに媚へつらった態度を取り、特にタンクジョウには助けられるたびに「○ポイントあげます」と発言しているが、裏では時折、悪態をつき陰口を叩く。一方で、一人で戦うことについて心細さも感じており、動画配信チャンネル『クレオン チャンネル』で仲間を集めようとしたこともある。タンクジョウをとりわけ頼りにしており、死後もその名を呼んだり回想したりして、復活した際は大喜びしている。ワイズルーに関しては「変な人だし、たまにむかつく」と評しつつも、彼の優しさや面白さを慕っており、「自分の居場所」だと発言している。一人称は、幹部の前では「僕」だが、陰口を叩くときは「俺」となる。
一方で、ガチレウスには酷使されており、過労で倒れ、タンクジョウやワイズルーに仕えていた日々を「楽しい」と回想するほどに追い詰められている。そのため、ガチレウスが敗れた際は思わず「嬉しい」と絶叫している。
プリシャスからは「自分の下に付けば、ドルイドンの最高幹部にする」と誘いをかけられ、ガチレウスが倒された後は「自分はこれで最高幹部になった」とドルン兵を相手に調子に乗るも、ワイズルーやプリシャスに対する態度に変わりはない。しかし、サデンの帰還により、プリシャスがワイズルーと共に用無しだと発言したのを耳にしてしまい、自分は必要とされていたと思い込んでいたのではないかと落ち込む。そしてそんな中、リュウソウジャーの熱さを感じ取って一度は盗み出したリュウソウカリバーを彼らに渡し、ワイズルーに「リュウソウジャーと組めば心臓を取り戻せるかもしれない」と持ち掛ける。結局ワイズルーはリュウソウジャーとの決着をつけることを選び、それに従うも、ワイズルーの心臓のカードが消えておらず放置されているのを見て、彼を探しに出る。その後ワイズルーと共にリュウソウジャーの前に現れ、エラスの真意を告げた。最終決戦後は故郷となる星へと帰還することになった。
- 当初はエラスがドルイドンのクイーンとして登場することを意識していたため、無機物から命＝マイナソーを生みだすという設定となったため、ドルイドンではないということとなった。
- モチーフはキノコとスライム。マイナソーがRPGモチーフとした怪人だったため、一番弱いスライムがメインモチーフの怪人となり、粘菌から菌類の連想でキノコのような感じとなった。性別は不明だったが、帽子を被った半ズボンを履いた可愛い男の子のような感じとなった。キヌガサタケをイメージしたキノコのズボンに、乾燥している地球で身体が乾かないように加湿機能のある身体のアーマーとなっている。襟や袖のスリットが入った銀色の部分はセーラー服のようなイメージ。肘と膝、胴体の部分はスライムが詰まった透明チューブのイメージとなっており、デザイン画では腹部や脚には透明チューブの中にスライムが入っているイメージで透明なゴムのようなものを1枚被せる予定だったが、実現しなかった。スーツアクターを務めた神尾直子は、当初のスーツは一体化したウエット素材の生地で、呼吸がしづらかったりしゃがめなかったりしたため、中の見えない部分を布地に変えるなど改良・改修してもらったと証言している。また、神尾の提案により第14話から目に瞼が追加された。
- メインライターの山岡はクレオンが書いていて、一番楽しいが長くなりすぎてしまい、カットされることが多いと述べている。「ポイントあげます」というセリフは、山岡の家族間でのやり取りが元になっている。
- 神尾は、過去に自身が演じた『キョウリュウジャー』のラッキューロとイメージが被るため、可愛らしさを出していたラッキューロに対し、クレオンは悪ガキ（クソガキ）の雰囲気で演じている。声を演じる白石も、ラッキューロとの差別化から声をつぶしてダミ声で演じている。
- 第36話でポテトチップスを食べるシーンは、白石が演じた別作品のキャラのパロディとなっている。
- 第25話は元々は「ういチャンネル」がバズるという内容だったが、クレオンが踊ったものがバズるものに変更された。

マイナソー
人間の負（マイナス）の感情から生み出される怪物。ユニコーンやメドゥーサなど、空想上のモンスターをモチーフとしており、宿主に関する物のパーツが1つ入っている。自然発生する場合と、ドルイドンによってクレオンの力を使うことで一般人や物質から任意に生み出される場合がある。ドルン兵やガチレウスから誕生したマイナソーもいる。名称は「◯◯マイナソー」。
生み主とマイナソーは共生関係にあり、生み主の増大した負の感情によって生み出され、ほかの人間の感情が生み主に集まってその生命エネルギーを大量に吸収して暴走すると成長、巨大化し、最終的にはドラゴンのような怪獣サイズの完全体となる。生命エネルギーを吸収し尽くして完成体となると生み主は死亡するが、マイナソーを倒すと生命エネルギーは元に戻り、マイナソーが完全体になる前の成長段階で生み出した生み主が死亡すると、そのマイナソーも消滅する。
一般人から生み出されたマイナソーは元となった、マイナス感情の願望に従って行動し、その生み主の動きや仕草と同じものを引き継ぎ、その人間の特徴を引き継ぐ。物質から生み出されたマイナソーは生み出した物質そのものを破壊しなければ倒せない場合がある。
自然発生するタイプのマイナソーはリュウソウ族のマイナス感情から生まれ育っているが、これはエラスの封印の力が弱まったことでリュウソウ族によく似た人類が地上に繁栄し、争いを繰り返して地球に害をなしていたため、それを止めるためにエラスが仕組んでいた。一方で異星人であるクレオンがマイナソーを生み出せる理由は明かされなかったが、最終話でワイズルーはクレオンが彼の星におけるエラスに相当する存在ではないかと推測していた。
- モチーフは幻獣だが、RPGに出てくるような子供に向けた緩い感じのものとなった。デザインコンセプトは人のフォルムを前提とした怪人のドルイドンとは全く異なる生き物で、ボリューミーな体躯の怪獣のようにして分けている。直立した怪人だが、人間っぽく見えないように、自然発生したマイナソーは定位置に頭をつけ、クレオンが生み出したマイナソーは頭の位置を胴体に下げて人間のシルエットから外れた感じに見えるようにデザインされている。また、本作品では手持ちの武器が存在せず、身体に武器が固定されている。

ドルン兵
ドルイドンの戦闘員。戦闘用に生み出されたホムンクルス。
長槍と市松模様の盾を装備しており、盾は背負う場合もある。集団で陣形を組んで戦い、前衛が盾を構えて防御、後衛が槍を突き出して攻撃する。基本的に「ドルン」「ドン」としか喋らず、感情を露わにすることはないが、仲間のドルン兵が酷い仕打ちを受けた際には、行動で怒りを表すことがある。
- モチーフはポーンで、各所にポーンの駒のように丸みを付けている。ドルイドンがファンタジーや鎧のような感じだったため、顔は騎士のスリットが入った兜のようなものとなっている。だが、鎧ではあるが、ロボットのような感じを出すため、メカっぽいディテールを入れている。映画『300 〈スリーハンドレッド〉』に出てくる大きな盾を持った古代ギリシャの兵士のような集団戦闘する戦闘員ということとなった。武器は、例年同様、剣や銃にもなる武器というオーダーだったため、ビームライフルを槍の先に入れたが、劇中では未使用となった。

## 用語
リュウソウ族
現代の人類に良く似た古代人類。
寿命は現代人類に比べて長い。一部のリュウソウ族は氷河期を乗り越え、その極僅か少数の生き残りが富士山裾野にある青木ヶ原樹海のどこかにある人里離れた山奥のリュウソウ族の村で暮らしていた。その中でもマスターの教えを授けた複数の弟子の中から心技体に特に優れた者が正義の騎士としての称号リュウソウジャーとして力を受け継いでいき、神殿を守る使命を帯びていた。
外部に存在を知られてはいけないという掟があり、村に迷いこんだ者は消飛記憶ハンマーによって記憶を抹消されて外に追い出される。
リュウソウ族が使用する文字は26文字のアルファベットや50音のひらがなに対応している。コウやアスナは日本語の文字種を読解することができず、勉強家のメルトのみ新聞の文字などを読むことができる。
コウたち陸のリュウソウ族以外にも地球の覇権を巡る争いを嫌ったために6,500年前に海へと潜って枝分かれした海のリュウソウ族がおり、カナロたちがこれに当たる。外見的には陸のリュウソウ族との違いはないが、彼らは水中での生活に適応するために3重の鼓膜に進化している。
実は元々はエラスが地球を守る者として生み出した男女一組の存在だったが、時代が変わるにつれて増えて進化していき、同族同士で争う好戦的な種族になったことで、エラスにより地球を傷つける愚かな存在であるリュウソウ族をいさめる者として、彼らの天敵となるドルイドン族が生み出された。しかしドルイドン族も地球を顧みない存在となったため、エラスは双方の駆逐を決断する。
- 番組開始当初から、強いヒーロー像を描くため、強さやその理由として騎士という設定となった。

## キャスト

### レギュラー・準レギュラー
コウ役の一ノ瀬は本作品が俳優デビュー作となる。
リュウソウジャーの5人は、それぞれのキャラの個性が際立つように意識して選ばれたといい、役との性格も真逆であるという。
マスター役には過去の東映特撮作品で戦士役を演じた俳優が起用されている。第1話に登場した3人は『美少女戦士セーラームーン』（実写版）でも共演しており、チーフプロデューサーの丸山が同作品のプロデューサーも務めていた縁で起用された。
- コウ / リュウソウレッド - 一ノ瀬颯[23][1]
- メルト / リュウソウブルー - 綱啓永[23][1]
- アスナ / リュウソウピンク - 尾碕真花[23][1][注釈 18]
- トワ / リュウソウグリーン - 小原唯和[23][1][注釈 19]
- バンバ / リュウソウブラック - 岸田タツヤ[23][1][注釈 19]
- カナロ / リュウソウゴールド - 兵頭功海[104]（14 - 48）
- 龍井うい - 金城茉奈[23][1]（1 - 37,42,48）
- オト - 田牧そら[103]（15,16,23 - 25,29 - 32,34,35,39,41,43,44,48）
- ナダ / ガイソーグ[注釈 20] - 長田成哉[105]（26 - 33,47）
- マスターレッド - 黄川田将也[12][102]（1,5,6,26,35）
- マスターブルー - 渋江譲二[12][102]（1,9）
- マスターピンク - 沢井美優[12][102]（1,21,22）
- マスターブラック - 永井大（43 - 48）
- 龍井尚久 / セトー[注釈 21] - 吹越満[23][1]
- 長老 - 団時朗[12]（1,6,34,35,48）

### 声の出演
プテラードン役の草尾は、『カブタック』のカブタックと同様に同一人物が可愛い声とカッコいい声を演じるため、同作品でカブタックの声を演じていたことから、オファーすることとなった。
- ティラミーゴ - てらそままさき[23][1]
- ディメボルケーノ - 高木渉[106]（11 - 13,17,18,31,35,38,44,47,48）
- モサレックス[107]（15 - 19,21,29,34,35,40,47,48）、リュウソウカリバー音声[108][注釈 22] - 竹内良太
- チビガルー[109] - M・A・O（27 - 29,31,32,39,47,48）
- ピーたん / プテラードン - 草尾毅[110]（30 - 32,36 - 39,43,44,46 - 48）
- クレオン - 白石涼子[23][1]（1 - 7,9 - 44,46 - 48）
- タンクジョウ - 中田譲治[23][1]（1 - 6,21,22）
- ワイズルー - 緑川光（7 - 14,17 - 20,22 - 27,30,31,33 - 37,39 - 42,46 - 48）
- ガチレウス - 稲田徹[111]（14 - 16,27 - 29,31 - 34,37 - 39）
- プリシャス（34 - 41,43 - 46,48）、エラス（47,48） - 朴璐美
- 各種アイテム音声[112][注釈 22]、ガイソーグ（12,13,20,26,27,29 - 32） - 関智一
- リュウソウゴールド各種アイテム音声[113][注釈 22] - 服部潤

### ゲスト
- 三島隆則 - 朝枝知紘（2）
- 三島のコーチ - 銀次郎（2）
- 三島の妻 - 森口彩乃（2）
- 三島の娘 - 川北れん（2）
- 幼いうい - 太田しずく（3）
- キャスター - 松崎カンナ（3,13）
- 城田徹也 - 三谷昌登（4）
- 城田裕太 - 町田流唯（4）
- 柊早苗 - 益田恵梨菜（5,6）
- カルデナ - 田中れいな（7.8）
- フィータ - 小林れい（7,8）
- 下村一平 - 水野直（7,8）
- 子供たち[注釈 23] - 榎本遥菜、川名輪太郎、後藤颯葵（7）
- ウイッチ - 久下恵美（9）
- 骨董屋店主 - 山本東（9）
- サラリーマン - 水野智則（9）
- 女子高生 - 齋藤英里（9）
- 森健太 - 前田旺志郎（10）
- 川村庄司 - 本村海（10）
- ナンパ男[注釈 23] - 高田将司[106]、酒井和真[114]（10）
- 看護師 - 平嶋夏海（11）
- 看護師長 - 猪瀬真弓（11）
- 渡辺遥斗 - 内畠颯（11）
- 椎名雅章 - 前田瑞貴（12）
- 教官 - 北代高士（12）
- 狩野澪子 - 中越典子（13）
- カップルの男性 - 井藤瞬（13）
- カップルの女性 - 岡田ゆり子（13）
- 小野田圭介 - 岩尾芳耕（13）
- 水田あかね - 秋月三佳[107]（14）
- 久田カズマ - 横田陽介[107]（14）
- 悠美 - 松尾薰[107]（14）
- DONじろう - 金重陽平（15）
- 阿佐岡りるこ - 高橋明日香（15）
- 武藤浩二 - ほり太（ホロッコ）（15）
- 母親 - こまり（ホロッコ）（15）
- 愛花里 - 川上凛子（15）
- 賢太郎 - 守永伊吹（17）
- 江美子 - 塚田若乃（17）
- 有紀 - 大和田里香（17）
- 梢 - 江田友莉亜（18）
- 飯村美佐子 - 滝裕可里[115]（19）
- 男子A - 木村皐誠（19）
- 大人A - 大林勝（19）
- 恭平 - 横山歩（20）
- 生太郎 - 森海哉（20）
- 夏美 - 眞嶋優（20）
- 龍井結子 - 小橋めぐみ（21,22）
- 八尾増麻央 - 青野楓（24）
- 八尾増達造 - 関根大学（24）
- アニキン - ひょっこりはん（25）
- 須藤千佳 - 川添野愛（26,27）
- 幼いコウ - 小嶋朔太郎（26）
- 幼いメルト - 川尻拓弥（26,40）
- 幼いアスナ - 藤本江奈（26）
- 伊藤ひとみ - 横田美紀（28）
- 伊藤蘭斗 - 中村僚志（28）
- 優衣 - 山本ひかる（29）[116]
- アユム - 大場心温（29）
- 清掃職員 - 中村公隆（29）
- どうきひろし（29）[110][注釈 22]
- 西園寺智美 - 長澤奈央（30）
- 三浦敦史 - 橋本全一（30）
- マスターグリーン[注釈 23][117] - 藤田洋平
- トランペット吹きの青年 - 高草木淳一（31）
- 美女A - 滝沢杏弥（35）
- 美女B - 加藤葵（35）
- 幸田沙希 - 小牧那凪（36）
- 幸田のコーチ - 菅原卓磨（36）
- 谷口京子 - 吉井怜（37）
- 谷口一郎 - 五十嵐陽向（37）
- 精霊 / 神殿の声 - 北原里英[注釈 24]（38）
- あかり - 小松彩夏（39）
- 子どもA - 新谷心（39）
- 子どもB - 山田梨里愛（39）
- サンタさんたち[注釈 23] - 伊藤茂騎、蔦宗正人（39）[119]
- ミヤ - 坂田梨香子（41）[120]
- 撮影の監督 - 長谷川朝晴（41）
- 撮影のスタッフ - 森谷勇太（41）
- ボス役の俳優 - 玉代勢圭司（41）
- 玉田 - 村岡弘之（42）
- 幼いバンバ - 川嶋龍登（43）
- ラーメン店主 - どうきひろし（47）
- 美女 - 芦原優愛（47）

### スーツアクター
リュウソウレッド役の伊藤茂騎は、本作品で初めてレッド役を担当する。リュウソウゴールド役の岡田和也もスーパー戦隊シリーズでレギュラーを担当するのは初である。
ロボットのメインスーツアクターは、前作で引退した日下秀昭から藤田洋平が引き継いだ。
- リュウソウレッド[出典 27]、ナダ（吹き替え）[122] - 伊藤茂騎
- リュウソウブルー[出典 28] - 高田将司
- リュウソウピンク[出典 28]、アスナ（吹き替え / 39）[123] - 下園愛弓
- リュウソウグリーン[出典 28] - 蔦宗正人
- リュウソウブラック[出典 28]、ドルン兵（10）[27]、バンバ（吹き替え / 44）[27] - 竹内康博
- リュウソウゴールド[124][46]、ドルン兵（39）[27]、クラーケンマイナソー（4）[27]、コカトリスマイナソー（7,8）[27]、カナロ（吹き替え）[27] - 岡田和也
- ティラミーゴ[出典 29] - おぐらとしひろ
- リュウソウレッド（マスターバージョン）[27]、ウデン[92]、サデン[92] - 今井靖彦
- クレオン[出典 30] - 神尾直子
- キシリュウネプチューン[117]、タンクジョウ[125][92]、ゴーストシップマイナソー（17）[127] - 矢部敬三
- ワイズルー[115][92]、ガンジョージ / ガンジョージII[92]、ドラゴンマイナソー[125]、ユニコーンマイナソー[125] - 草野伸介
- ガチレウス[128][92]、サデン[129]、ヨクリュウオー[130]、マイナソー[131] - 森博嗣
- リュウソウブルー（マスターバージョン / 1）[27] - 渡辺淳
- リュウソウピンク（マスターバージョン / 1）[27] - 五味涼子
- リュウソウグリーン（マスターバージョン / 30）[27]、キシリュウオー[12][74]、プリシャス[92]、エラス[92] - 藤田洋平
- リュウソウブラック（マスターバージョン / 45）[130][27] - 高岩成二
- ガイソーグ[46]、リュウソウブラウン（46）[132][46] - 清家利一
- ヤバソード[130][92] - 浅井宏輔
- アラクネーマイナソー（19）[126] - 蜂須賀祐一
- クレオンダンスのドルン兵（25）[133] - 藤田可奈子（イカキック）、HIROAKI（イカキック）、YU-TA（イカキック）、TAKASHI（イカキック）

## スタッフ
東映チーフプロデューサーの丸山真哉、メインライターの山岡潤平、パイロット監督の上堀内佳寿也、音楽担当の𠮷川清之は共にシリーズ初参加となる。
メイン監督の上堀内が起用された理由は、メイン監督をやったことがない人から選ばれたからだという。脚本の山岡が起用された理由は、スーパー戦隊シリーズのメインターゲットとなる子供たちの親と同世代であるからであり、言葉遣いなどの感覚や違いがあるため、親ががっかりせずに自分も楽しんでもらえるように意識したという。
キャラクターデザインは久正人が全ての敵デザインを担当。
- 原作 - 八手三郎[57]
- 連載 - テレビマガジン、てれびくん
- チーフプロデューサー - 佐々木基（1 - 18 / テレビ朝日）
- プロデューサー - 井上千尋、島川博篤（19 - 48）（テレビ朝日）、菅野あゆみ（1 - 18）、丸山真哉・高橋一浩（東映）、矢田晃一・深田明宏（東映エージエンシー）
- 脚本 - 山岡潤平[57]、下亜友美、金子香緒里、荒川稔久、たかひろや
- 音楽 - 𠮷川清之[57]
- 撮影 - 植竹篤史（アップサイド）、大沢信吾、相葉実
- 照明 - 堀直之、本田純一、柴田守、林大樹
- 録音 - 伝田直樹、佐藤公章、中山寿範
- 美術 - 岡村匡一
- 編集 - 若松広大
- MA･選曲 - 宮葉勝行
- スクリプター - 柿崎徳子、高山秀子
- チーフ助監督 - 柏木宏紀（1 - 8）、茶谷和行
- 制作担当 - 吉川和也、田中耕作、伊藤隆幸、東正信
- ラインプロデューサー - 道木広志、青柳夕子（11 - ）
- 計測 - 佐藤真之（1 - 45）、岩﨑智之（46 - 48）
- 撮影助手 - 佐藤琢也、葉山昌堤、山田一都、瀬尾幸夫、川端健太、藤村浩生、加藤瞭一、大渕ひなこ、堀田明宏
- 助監督 - 葉山康一郎、浦弘之、永井大裕、佐々木智章、渡邉健太郎、上窪貴一、吉田尅隻、福田和弘、荒川史絵、田渕大倫、杉澤飛龍
- 絵コンテ - 田中浩二、伊藤康洋
- 操演 - 橋本一輝（ライズ）
- プロデューサー補 - 土井健生
- 進行主任 - 田中耕作、吉川和也、東正信、伊藤隆幸、伊藤渉、式守修、石井宏樹、本間隆廣[注釈 25]
- 制作進行 - 餅田愛里咲（1 - 9）→ 若宮早希（34,35,40 - 43）、松浦大悟（40 - 45）
- 音響効果 - 小川広美（1 - 12）、桑原秀綱（SoundRound）
- MAオペレーター - 錦織真里
- EED - 菊地光洋
- EED助手 - 西田光憲（東映デジタルラボ）
- 技術運営 - 林和哉
- 仕上進行 - 辻今日子、見立英里
- キャラクターデザイン - 久正人[134]
- 企画協力 - 企画者104
- 資料担当 - 松井大、神内大輝
- 制作デスク - 近藤孔明（1 - 18）、高野葉月（11 - ）・中村光希
- 宣伝 - 森千明
- インターネットデータ放送 - メディプレ
- アクション監督 - 福沢博文[57]（1 - 45）、 おぐらとしひろ（46 - 48 / ジャパンアクションエンタープライズ）
- 特撮監督 - 佛田洋[57]
- 監督 - 上堀内佳寿也[57]、中澤祥次郎、渡辺勝也、坂本浩一、柏木宏紀、加藤弘之、たかひろや
- 制作 - テレビ朝日、東映、東映エージエンシー

## 音楽
本作品では、前作で途絶えたエンディングおよび、主要キャストが踊るエンディングダンスも併せて復活している。ほとんどのスタッフクレジットはオープニングに集約。
音楽プロデューサーは、日本コロムビアの穴井健太郎がシリーズ初担当。また本作品ではスーパー戦隊シリーズでは初めて、楽曲CD発売元である日本コロムビアの表記がロゴ表記となっている。
オープニングテーマ「騎士竜戦隊リュウソウジャー」
作詩：マイクスギヤマ / 作曲：園田健太郎 / 編曲：甲田雅人 / 歌：幡野智宏
最終話を除き主要俳優陣によるオープニングのタイトルコールは前作同様行われていない。イントロでは、関智一による「ケボーン！」のコールが挿入される。第15話からオープニング映像にカナロが加わる。最終話ではオープニングは省略され、エンディングとしてフルサイズが使用された。
- 東映プロデューサーの丸山真哉は「王道で強くて逞しい、凛々し格好良さ」を要望し、穴井は歌いやすく子供が興味を持ちやすい楽曲としてコンペで選考した。また、穴井は騎士がモチーフであることからRPGの世界観を表現するため、以前に自身が担当したテレビアニメ『この素晴らしい世界に祝福を!』で音楽を手掛けた甲田を編曲に起用した。

エンディングテーマ「ケボーン！リュウソウジャー」（1 - 46）
作詩：KOCHO / 作曲：奥井康介 / 編曲：中塚武 / 歌：Sister MAYO / 振付：彩木エリ（イカキック）
エンディングダンスは「ケボーンダンス」と呼ばれ、YouTubeではケボーンダンス東映Officialという専用のチャンネルが開設され、リュウソウジャー5人のキャストや東映社員などが踊った動画が公開されている。第15話からエンディング映像にカナロが加わる。
第7話・第8話では、『ルパンレンジャーVSパトレンジャーVSキュウレンジャー』公開に先がけ、前作『快盗戦隊ルパンレンジャーVS警察戦隊パトレンジャー』の主要俳優陣7人がケボーンダンスを踊る映像が放送される。第25話では、作中の展開に合わせてオトを加えた一同で踊るシーンが一部挿入されている。
- 丸山は、運動会に流れていて保護者の心もつかめる楽曲と要望していた。

挿入歌
「READY GO キシリュウオー」
作詩：マイクスギヤマ / 作曲：梅野悠太（THE ROGUEPLANTS） / 編曲：Team YUDAI / 歌：石原慎一
「滾れ！リュウソウジャー」
作詩：マイクスギヤマ / 作曲・編曲：持田裕輔 / 歌：幡野智宏
- 歌詩はコウの視点をイメージしている。

「ゴールデンパートナー」
作詩：マイクスギヤマ / 作曲：𠮷川清之 / 編曲：籠島裕昌 / 歌：高取ヒデアキ
「そう MANY! リュウソウル」
作詩：金子麻友美 / 作曲：久下真音、金子麻友美 / 編曲：久下真音 / 歌：Sister MAYO
- 歌詩はリュウソウルの名前と効果を覚えるための数え歌となっている。

キャラクターソング
「ケペルパスペル」（7）
作詩・作曲：金子麻友美 / 編曲：籠島裕昌 / 歌：カルデナ（田中れいな）、フィータ（小林れい）
- 歌唱は、小林の要望により当初の予定よりも低いキーとなった。

「ドロドロ・シンドローム」（25）
作詩：金子麻友美 / 作曲：YOFFY / 編曲：大石憲一郎 / 歌：クレオン（CV：白石涼子） / 振付：彩木エリ（イカキック）
- マイケル・ジャクソンの「スリラー」をオマージュしており、配信版のジャケットにも反映されている。

「Here UI go」
作詩：eNu / 作曲・編曲：設楽哲也 / 歌：龍井うい（金城茉奈）
「ワイズルーのグレイテストラストショータイム」（42）
作詩：下亜友美 / 作曲・編曲 : 水口浩次 / 歌：ワイズルー（CV：緑川光）
「エンドレス・ファイアー」
作詩：eNu / 作曲・編曲：馬渕直純 / 歌：コウ（一ノ瀬颯）
「Merge」
作詩：eNu / 作曲・編曲：馬渕直純 / 歌：メルト（綱啓永）
「トキメキ☆マイティガール」
作詩：eNu / 作曲・編曲：設楽哲也 / 歌：アスナ（尾碕真花）
「疾風のように」
作詩：eNu / 作曲・編曲：設楽哲也 / 歌：トワ（小原唯和）
「黎明の道」
作詩：eNu / 作曲・編曲：川島弘光  / 歌：バンバ（岸田タツヤ）
「夢で逢えたら」
作詩：eNu / 作曲・編曲：川島弘光 / 歌：カナロ（兵頭功海）

## 制作
スーパー戦隊シリーズ第43作目となる本作品では、「王道」をコンセプトに制作されている。変則的な設定が打ち出された前2作品を受けて、スーパー戦隊シリーズ基本の5人と追加戦士の戦隊チームへとスタイルが回帰しており、モチーフには正しさの象徴として「騎士」が採用されているほか、強さの象徴として過去に3度使用された「恐竜」が取り入れられている。恐竜がモチーフとなったのは、子供人気からではなく、『超力戦隊オーレンジャー』のように昔由来のスーパー戦隊をやりたかったからであり、プロデューサーの丸山真哉は過去の恐竜モチーフの戦隊は特に意識していないという。子供たちの人気になって欲しいという思いから、明るい作風とヒーローの強さをシンプルに指向している。
王道を掲げる一方で、従来のシリーズでの約束事にとらわれない新基軸も多く導入されている。リュウソウジャーはリュウソウルにより騎士竜の能力を武装する竜装がメインギミックの一つとなっており、初期からパワーアップ形態が登場する。また、同一モチーフの『獣電戦隊キョウリュウジャー』との差別化として、巨大戦にも力を入れており、ダイナミックな画を展開して恐竜要素を濃い目に出し、従来のように怪人が倒された後に巨大化するのではなく、巨大戦を最大の見せ場と位置づけている。前作『快盗戦隊ルパンレンジャーVS警察戦隊パトレンジャー』ではCGに重点をおいていたが、本作品では撮影用スーツでも動きやすいようロボットのデザインをスリム化し、スーツでのアクションやミニチュアでのアナログ特撮を強化している。他方、CG面では背景制作にアンリアルエンジンを導入し、背景アングルの自由度が増したほかレンダリング作業の削減も図っている。
第1話はグリーンとブラックを除いた3人しか登場しないが、これは尺の問題によるもので、本作品ではロボを活躍させたかったため、序盤から5人登場させるとロボが後回しになるため、グリーンとブラックの登場は後回しとなった。また、それぞれのキャラクターをフィーチャーした回においては、そのキャラの活躍や過去を丁寧に描いても、キャラの掘り下げにはなっていないと思い、26話でコウの過去を書いたように他の人物と話したり、相対した際の雰囲気が作用することによって掘り下げることとなった。また、薬物や風俗など従来のシリーズでは避けてきた題材も、「今年は変化する」という意味で取り扱っている。
アクションにおいても前作がダイナミックなアクションだったため、その差別化として、前作で取り入れられたGoPro Fusionなどはなるべく使用せず、アクションでもアクロバットなことはせず、飛んだり跳ねたりせずに地に足がついた方向性のものとなった。
バンダイによる日本国内玩具売り上げは通期60億円であり、前作とほぼ同程度の数値だった。

### その他
2020年初頭からの、新型コロナウイルスの日本国内での感染拡大の影響に伴い、本作品のスポンサーも務める東京ドームシティも2020年2月29日より臨時休園に入ったことを受け、2月1日よりシアターGロッソにて開催中であったヒーローショーの第5弾公演「Gロッソ、最後の戦い！これが俺たちの騎士道だ!!」も、2月29日から3月15日までの上演が中止となった。また同年3月1日放送分では、こうした状況から一時的なスポンサーの自粛も実施されており、番組中にて流れる予定であったヒーローショーや同施設のCMについても、ACジャパンのCMが代替として充てられた。この他、同年3月20日から4月26日まで全国7都市にて開催予定であった『騎士竜戦隊リュウソウジャー ファイナルライブツアー2020』も、上記感染拡大の影響により全公演日程が中止の運びとなった。代替措置として、ファイナルライブツアーで実施予定であったストーリーを音声のみで収録したCDを、「『騎士竜戦隊リュウソウジャー ファイナルライブツアー』おはなしCDスペシャルセット」として数量限定形式で発売することになった。また、東映特撮ファンクラブにて2021年2月20日より漫画版が全4話が配信されたほか、同年に発売された『スーパー戦隊MOVIEレンジャー2021』コレクターズパック豪華版に同作品が封入特典となっている。

## 放送日程
- サブタイトル表示時はデフォルメされたリュウソウジャーの絵も共に表示される。表示されるメンバーは週替わりで、サブタイトルの文字の色もそのメンバーのカラーと同じものになる。
- 登場怪人のリンク先はモチーフとなった幻獣に充てている。

| 放送日         | 放送回        | サブタイトル             | 登場怪人 | 脚本       | アクション監督 | 監督         |
| -------------- | ------------- | ------------------------ | --- | ---------- | -------------- | ------------ |
| 2019年03月17日 | 1             | ケボーン!!竜装者         | - マイナソー完全体                                                                                                 | 山岡潤平   | 福沢博文       | 上堀内佳寿也 |
| 3月24日        | 2             | ソウルをひとつに         | - ユニコーンマイナソー                                                                                             | 山岡潤平   | 福沢博文       | 上堀内佳寿也 |
| 3月31日        | 3             | 呪いの視線               | - メドゥーサマイナソー                                                                                             | 山岡潤平   | 福沢博文       | 中澤祥次郎   |
| 4月07日        | 4             | 竜虎!!最速バトル         | - クラーケンマイナソー                                                                                             | 山岡潤平   | 福沢博文       | 中澤祥次郎   |
| 4月14日        | 5             | 地獄の番犬               | - ケルベロスマイナソー（弟）                                                                                       | 山岡潤平   | 福沢博文       | 渡辺勝也     |
| 4月21日        | 6             | 逆襲!!タンクジョウ       | - ケルベロスマイナソー（兄） - タンクジョウ                                                                        | 山岡潤平   | 福沢博文       | 渡辺勝也     |
| 4月28日        | 7             | ケペウス星の王女         | - コカトリスマイナソー                                                                                             | 山岡潤平   | 福沢博文       | 坂本浩一     |
| 5月05日        | 8             | 奇跡の歌声               | - コカトリスマイナソー                                                                                             | 山岡潤平   | 福沢博文       | 坂本浩一     |
| 5月12日        | 9             | 怪しい宝箱               | - ミミックマイナソー - クラーケンマイナソー - ケルベロスマイナソー                                                 | 下亜友美   | 福沢博文       | 柏木宏紀     |
| 5月19日        | 10            | 無敵のカウンター         | - トロールマイナソー                                                                                               | 金子香緒里 | 福沢博文       | 柏木宏紀     |
| 5月26日        | 11            | 炎のクイズ王             | - シンマイナソー                                                                                                   | 山岡潤平   | 福沢博文       | 加藤弘之     |
| 6月02日        | 12            | 灼熱の幻影               | - シンマイナソー                                                                                                   | 山岡潤平   | 福沢博文       | 加藤弘之     |
| 6月09日        | 13            | 総理大臣はリュウソウ族!? | - ミイラマイナソー                                                                                                 | 山岡潤平   | 福沢博文       | 渡辺勝也     |
| 6月23日        | 14            | 黄金の騎士               | - ケルピーマイナソー - バジリスクマイナソー                                                                        | 山岡潤平   | 福沢博文       | 渡辺勝也     |
| 6月30日        | 15            | 深海の王                 | - パーンマイナソー                                                                                                 | 荒川稔久   | 福沢博文       | 坂本浩一     |
| 7月07日        | 16            | 海に沈んだ希望           | - ガチレウス | 荒川稔久   | 福沢博文       | 坂本浩一     |
| 7月14日        | 17            | 囚われの猛者             | - ゴーストシップマイナソー                                                                                         | 下亜友美   | 福沢博文       | 中澤祥次郎   |
| 7月21日        | 18            | 大ピンチ!変身不能!       | - ゴーレムマイナソー                                                                                               | たかひろや | 福沢博文       | 中澤祥次郎   |
| 7月28日        | 19            | 進撃のティラミーゴ       | - アラクネーマイナソー                                                                                             | 山岡潤平   | 福沢博文       | 上堀内佳寿也 |
| 8月04日        | 20            | 至高の芸術家             | - グリモワールマイナソー                                                                                           | たかひろや | 福沢博文       | 上堀内佳寿也 |
| 8月11日        | 21            | 光と闇の騎士竜           | - ネクロマンサーマイナソー（22） - タンクジョウ                                                                    | 山岡潤平   | 福沢博文       | 加藤弘之     |
| 8月18日        | 22            | 死者の生命!?             | - ネクロマンサーマイナソー（22） - タンクジョウ                                                                    | 山岡潤平   | 福沢博文       | 加藤弘之     |
| 8月25日        | 23            | 幻のリュウソウル         | - | 下亜友美   | 福沢博文       | 渡辺勝也     |
| 9月01日        | 24            | 恋の空手道場             | - ドワーフマイナソー                                                                                               | 荒川稔久   | 福沢博文       | 渡辺勝也     |
| 9月08日        | 25            | 踊るクレオン             | - グリム・リーパーマイナソー                                                                                       | 金子香緒里 | 福沢博文       | 渡辺勝也     |
| 9月15日        | 26            | 七人目の騎士             | - ドドメキマイナソー                                                                                               | 山岡潤平   | 福沢博文       | 柏木宏紀     |
| 9月22日        | 27            | 天下無双の拳             | - ドドメキマイナソー                                                                                               | 山岡潤平   | 福沢博文       | 柏木宏紀     |
| 9月29日        | 28            | ミクロの攻防             | - ベルゼブブマイナソー                                                                                             | 荒川稔久   | 福沢博文       | 柏木宏紀     |
| 10月06日       | 29            | カナロの結婚             | - ポルターガイストマイナソー                                                                                       | たかひろや | 福沢博文       | 坂本浩一     |
| 10月13日       | 30            | 打倒！高スペック         | - デュラハンマイナソー                                                                                             | 下亜友美   | 福沢博文       | 坂本浩一     |
| 10月20日       | 31            | 空からのメロディ         | - フェアリーマイナソー                                                                                             | 山岡潤平   | 福沢博文       | 坂本浩一     |
| 10月27日       | 32            | 憎悪の雨が止む時         | - ジャックオーランタンマイナソー                                                                                   | 山岡潤平   | 福沢博文       | 上堀内佳寿也 |
| 11月10日       | 33            | 新たなる刺客             | - ウデン（声 - ボルケーノ太田）                                                                                    | 山岡潤平   | 福沢博文       | 上堀内佳寿也 |
| 11月17日       | 34            | 宇宙凶竜現る！           | - プリシャス - スペースドラゴン - バジリスクマイナソー（34） - クラーケンマイナソー（35） - パーンマイナソー（35） | 荒川稔久   | 福沢博文       | 加藤弘之     |
| 11月24日       | 35            | 地球最大の決戦           | - プリシャス - スペースドラゴン - バジリスクマイナソー（34） - クラーケンマイナソー（35） - パーンマイナソー（35） | 荒川稔久   | 福沢博文       | 加藤弘之     |
| 12月01日       | 36            | 超速のボディーガード     | - シルフマイナソー                                                                                                 | 下亜友美   | 福沢博文       | 柏木宏紀     |
| 12月08日       | 37            | 誕生！最恐タッグ         | - ノームマイナソー                                                                                                 | 金子香緒里 | 福沢博文       | 柏木宏紀     |
| 12月15日       | 38            | 天空の神殿               | - カリブディスマイナソー                                                                                           | たかひろや | 福沢博文       | 坂本浩一     |
| 12月22日       | 39            | 奪われた聖夜             | - ウィザードマイナソー - ガチレウス                                                                                | たかひろや | 福沢博文       | 坂本浩一     |
| 2020年01月05日 | 40            | 霧の中の悪夢             | - サタンマイナソー                                                                                                 | 山岡潤平   | 福沢博文       | たかひろや   |
| 1月12日        | 41            | 消えた聖剣               | - サデン | 山岡潤平   | 福沢博文       | たかひろや   |
| 1月19日        | 42            | 決戦のステージ           | - ファントムマイナソー - ワイズルー                                                                                | 下亜友美   | 福沢博文       | 加藤弘之     |
| 1月26日        | 43            | ドルイドンの母           | - ガンジョージ（声 - 前野智昭） - サデン                                                                           | 山岡潤平   | 福沢博文       | 加藤弘之     |
| 2月2日         | 44            | 試されたキズナ           | - ガンジョージ - ガンジョージII - サデン - ヤバソード（声 - 塩屋浩三） - プリシャス                                | 山岡潤平   | 福沢博文       | 坂本浩一     |
| 2月09日        | 45            | 心臓を取り戻せ           | - サデン - ガンジョージ - ヤバソード - プリシャス                                                                  | 山岡潤平   | 福沢博文       | 坂本浩一     |
| 2月16日        | 46            | 気高き騎士竜たち         | - ガンジョージ - ヤバソード - プリシャス - エラス                                                                  | 山岡潤平   | おぐらとしひろ | 上堀内佳寿也 |
| 2月23日        | 47            | 幸福と絶望の間で         | - ヤバソード - サタンマイナソー - エラス                                                                           | 山岡潤平   | おぐらとしひろ | 上堀内佳寿也 |
| 3月01日        | 48 （最終回） | 地球の意思               | - エラス - プリシャス - ワイズルー - クレオン                                                                      | 山岡潤平   | おぐらとしひろ | 上堀内佳寿也 |

## 放送局・インターネット配信
| 放送対象地域              | 放送局                         | 放送期間                      | 系列           | 放送時間           | 備考 |
| ------------------------- | ------------------------------ | ----------------------------- | -------------- | ------------------ | ---- |
| 日本全域 （一部地域除く） | テレビ朝日系列フルネット全24局 | 2019年3月17日 - 2020年3月1日  | テレビ朝日系列 | 日曜 9:30 - 10:00  |      |
| 徳島県                    | 四国放送                       | 2019年3月29日 - 2020年3月13日 | 日本テレビ系列 | 金曜 10:55 - 11:25 |      |
| 鳥取県 島根県             | 山陰中央テレビ                 | 2019年3月29日 - 2020年3月13日 | フジテレビ系列 | 金曜 16:20 - 16:50 |      |
| 宮崎県                    | 宮崎放送                       | 2019年3月30日 - 2020年3月14日 | TBS系列        | 土曜 5:15 - 5:45   |      |
| 山梨県                    | 山梨放送                       | 2019年3月31日 - 2020年3月15日 | 日本テレビ系列 | 日曜 5:30 - 6:00   |      |
| 高知県                    | テレビ高知                     | 2019年3月31日 - 2020年3月15日 | TBS系列        | 日曜 6:15 - 6:45   |      |
| 富山県                    | 北日本放送                     | 2019年3月31日 - 2020年3月8日  | 日本テレビ系列 | 日曜 6:30 - 7:00   |      |
| 福井県                    | 福井テレビ                     | 2019年4月7日 - 2020年3月15日  | フジテレビ系列 | 日曜 5:30 - 6:00   |      |

インターネット配信
| 配信対象地域 | 配信先               | 更新期間                     | 更新時間          | 備考                                           |
| ------------ | -------------------- | ---------------------------- | ----------------- | ---------------------------------------------- |
| 日本全域     | 東映特撮ファンクラブ | 2019年3月17日 - 2020年3月1日 | 毎週日曜10:00更新 | 配信後は常時配信 1、2話は6月2日まで無料配信    |
| 日本全域     | ビデオパス           | 2019年3月17日 - 2020年3月1日 | 毎週日曜10:00更新 | 放送後1週間限定配信 1、2話は6月2日まで無料配信 |

また、放送開始を記念してYouTubeの以下のチャンネルにて1、2話の無料配信が行われた。
| 配信対象地域 | 配信先                   | 更新期間                                  | 更新時間      | 備考                       |
| ------------ | ------------------------ | ----------------------------------------- | ------------- | -------------------------- |
| 日本全域     | 東映特撮YouTube Official | 2019年3月17日（1話） 2019年3月24日（2話） | 日曜10:00更新 | 2019年6月2日までの期間限定 |
| 日本全域     | バンダイ公式チャンネル   | 2019年3月17日（1話） 2019年3月24日（2話） | 日曜10:00更新 | 2019年6月2日までの期間限定 |
| 日本全域     | テレビ朝日公式           | 2019年3月17日（1話） 2019年3月24日（2話） | 日曜10:00更新 | 2019年6月2日までの期間限定 |

## 他媒体展開

### 映画
『騎士竜戦隊リュウソウジャー THE MOVIE タイムスリップ!恐竜パニック!!』（2019年7月26日公開）
本作品の単独作品。公開時期にあたるテレビシリーズ第17話から第22話まで、同作品の映像がOPに使用された。
『劇場版 騎士竜戦隊リュウソウジャーVSルパンレンジャーVSパトレンジャー』（2020年2月8日公開）
本作品と前作『快盗戦隊ルパンレンジャーVS警察戦隊パトレンジャー』を中心としたクロスオーバー作品。公開時期にあたるテレビシリーズ第42話から第46話まで、同作品の映像がOPに使用された。
『騎士竜戦隊リュウソウジャー 特別編 メモリー・オブ・ソウルメイツ』（2021年2月20日公開）
本作品の単独作品。

### Vシネクスト
『魔進戦隊キラメイジャーVSリュウソウジャー』
『魔進戦隊キラメイジャー』と本作品のクロスオーバー作品。2021年4月29日劇場先行公開。同年8月4日DVD・Blu-ray発売。
『機界戦隊ゼンカイジャーVSキラメイジャーVSセンパイジャー』
2022年4月29日期間限定劇場上映、同年9月28日にBlu-ray&DVD発売。リュウソウレッド、リュウソウピンク、ドルン兵が登場。

### スピンオフ
『騎士竜戦隊リュウソウジャー THE LEGACY OF The Master’s Soul』
2021年10月17日から12月26日まで東映特撮ファンクラブで配信された本作品の前日譚となるスピンオフ。全3話。
キャスト
- マスターレッド - 黄川田雅哉
- マスターブルー - 渋江譲二
- マスターピンク - 沢井美優
- ハナ - 駒井蓮
- イスカ - 花影香音
- マユ - 宮﨑香蓮
- コウ - 一ノ瀬颯
- メルト - 綱啓永
- アスナ - 尾碕真花
- トワ - 小原唯和
- バンバ - 岸田タツヤ
- ニレ - 松田賢二

スーツアクター
- リュウソウレッド - 鈴木大樹
- マイナソー - 佐伯啓

スタッフ
- 原作 - 八手三郎
- プロデューサー - 丸山真哉・高橋一浩・土井健生
- 脚本 - 下亜友美
- 音楽 - 𠮷川清之
- アクション監督 - 原隆太
- 撮影監督 - 石塚将巳
- 録音 - 吉方淳二
- VFX - KAZUNOBU SANO
- スタイリスト - 式田まどか、松延沙織
- ヘアメイク - 新靖広、市川裕子
- 助監督 - 光平哲也
- 制作 - 式守修、石井修之、竹森昌弘
- ラインプロデューサー - 青柳夕子、三好保洋
- 監督助手 - 奥野竜也、寺田瑛、小瀧万葉花
- 撮影助手 - 内藤裕子、後藤あゆみ
- 録音助手 - 北野愛有
- スタイリスト助手 - 桑原史香、田中佑依
- メイキング - 上野修平、近田佳嗣
- 制作プロダクション - さざなみ
- 製作 - 東映特撮ファンクラブ（東映、テレビ朝日、バンダイナムコライツマーケティング）
- 監督・編集 - たかひろや

### テレビスペシャル
『4週連続スペシャル スーパー戦隊最強バトル!!』
スーパー戦隊シリーズのテレビスペシャル。本作品の放送に先がけ、リュウソウグリーンとリュウソウブラック、ガイソーグ、マスターレッドが出演。

### Web動画
リュウソウジャーのひみつ
YouTubeバンダイ公式チャンネルで2019年2月16日配信のWeb動画。リュウソウルを解説したテレビシリーズ放送開始前の特別映像。
騎士竜戦隊リュウソウジャー 変身講座
YouTubeバンダイ公式チャンネルで配信のWeb動画。
| サブタイトル                        | 登場人物                                 | 登場戦士         | 配信日         |
| ----------------------------------- | ---------------------------------------- | ---------------- | -------------- |
| 騎士竜戦隊リュウソウジャー 変身講座 | コウ、メルト、アスナ、龍井うい、ドルン兵 | リュウソウレッド | 2019年 3月19日 |
スペシャルムービー！
YouTubeバンダイ公式チャンネルで配信のWeb動画。
| サブタイトル                                       | 配信日         |
| -------------------------------------------------- | -------------- |
| スペシャルムービー！〜騎士竜大集合！〜             | 2019年 4月21日 |
| スペシャルムービー！〜海のリュウソウ族あらわる！〜 | 7月7日         |

### Webコミック
『漫画 騎士竜戦隊リュウソウジャー ファイナルライブツアー2020』
全公演中止となったライブツアーの代わりに東映特撮ファンクラブで2021年2月20日より漫画版を配信。漫画は根岸真知子。全4話配信。
漫画版オリジナルキャラ
- リュウソウモーリア

### データカードダス
『スーパー戦隊データカードダス 騎士竜戦隊リュウソウジャー』
2019年3月14日より稼働開始のアーケードカードゲーム、『スーパー戦隊データカードダス 快盗戦隊ルパンレンジャーVS警察戦隊パトレンジャー』からリニューアルした、スーパー戦隊データカードダス第2弾。2020年3月にサービス終了。
- 2019年3月14日 RY1だん『ケポーンととうじょう!!』稼働開始
- 2019年6月6日 RY2だん『メラッとあついぜ!ディメボルケーノ』稼働開始
- 2019年8月1日 RY3だん『ギガントキシリュウオーとうじょう!』稼働開始
- 2019年11月7日 RY4だん『マックスケボーンリュウソウまつり!!』稼働開始